# 日産・シルビア
シルビア（SILVIA）は、日産自動車が1965年から2002年まで生産・販売していたクーペ/コンバーチブル/ハッチバック型普通乗用車（2代目及び3代目のクーペは日産では公式には「ハードトップ」と呼称）。

## 概要
初代はダットサン・フェアレディ、2、3代目はサニーをベースとしたスペシャルティカーである。サニーのFF化に伴い、4代目以降は910型系ブルーバード、スカイライン、ローレルなどとコンポーネントを共用しながら、シルビアは生産終了まで一貫してFRレイアウトを採用していた。
3代目と5代目（S13型）は当時のデートカーとして商業的に大ヒットしたことで知られる。また、4代目（S12型）でスポーツカーとしてのポテンシャルが注目を集めるようになり、5代目（S13型）以降のモデルはドリフト走行やチューニングカーのベース車種として根強い人気を誇っている。

## 初代 CSP311型（1965年 - 1968年）
1964年（昭和39年）の第11回東京モーターショーに「ダットサン クーペ1500」として出品された。デザインは、当時日産デザイン室に在籍した木村一男が、ドイツ人デザイナーのアルブレヒト・フォン・ゲルツによる助言を採り入れながらデザインしたものとされるが、木村は後に「エクステリアスケッチは1963年3月にはほぼ完成しており、ゲルツと日産の契約（同年5月）よりも前」「ゲルツはクレイモデルをリファインした程度」と語っている。
木村によれば、本車の開発のきっかけは、1962年のトリノモーターショーに出品された日野・コンテッサ900スプリントが話題になったことだという。当初は1963年の東京モーターショーに出品する予定でヤマハ発動機と共同で開発を行っていたが、そもそも上層部の許可を取らずに開発を行っていたため、開催直前になって当時の川又克二社長から咎められ、同年は出品に至らなかった。しかし川又は木村に「（出品したければ）生産計画を持ってこい」と伝え、これにより事実上社長の許可を得た格好になったため、木村は生産計画を立案し、1964年の出品に至ったという。しかしこの計画立案の過程で、日産とヤマハとの関係が解消されたため、以降の製作は殿内製作所（現在の株式会社トノックス）が請け負う形に変更された。
1965年（昭和40年）3月20日と23日には発売に先んじて、谷田部のテストコースで自動車専門誌の一流ドライバーによる試乗会が行われた。それによれば、0-400m加速は16.9秒、最高速度は178km/hとカタログ数値以上の性能を発揮した。このほか、0-100km/h加速、5,500m周回タイム、追越し加速の最高記録が測定された。25日には千代田区にあった東京分館1階のショールームに常時展示された。
1965年（昭和40年）4月1日に正式に発売。ダットサン・フェアレディ（SP310型）のシャーシにSUツインキャブ付R型1,595 cc OHVエンジンを載せ、クーペボディを架装して作られた。同社の車種としては初採用のフロントディスクブレーキ、および4速フルシンクロのトランスミッション、磨き上げられた宝石のように鋭いクリスプカットと呼ばれた美しいデザイン、継ぎ目を極力減らしたボディパネルなど意欲作であったが、美しいルックスには不釣合いなタフな乗り心地や120万円という高価格（当時のサニーの2倍に相当）もあり、商業的には成功したとは言えなかった。そのため、1968年（昭和43年）6月に554台のみで生産を終了、一旦は絶版となった。東京での新車販売価格は、120万円だった。
同月3日から10日まではニューヨークでの国際自動車ショーに、24日から10月中旬までは世界博覧会の日本館にも展示された。

### 評価
1965年（昭和40年）のニューヨークにおける国際自動車ショーでは、アメリカの自動車雑誌「ロード&トラック」と「カー・アンド・ドライバー」がそれぞれ次のように論評した。前者によれば「ことしのベター・ルッキング・カーの一つ」としてメカニズムを評価した。後者については「優秀なエンジン、シャシーは魅力的な外観によくマッチしている」としてシルビアのオリジナリティを評価した。
社団法人自動車技術会の「日本の自動車技術180選」（現・330選）に選出されている。また、愛知県長久手市のトヨタ博物館の3階にも展示されている。

### 警察仕様
1965年（昭和40年）に最高速度80 km/h、片側三車線の第三京浜道路が全線開通したことに合わせ、国内初のスポーツカー型ハイウェイ・パトロールカーとして神奈川県警察交通機動隊に2台が配備された。引渡し式は12月9日、午後1時から神奈川県警察本部で行われた。この2台は1.8Lエンジンを搭載する特別仕様だった。

## 2代目 S10型（1975年 - 1979年）
2代目シルビアは当初ドイツのNSU・アウトウニオン社、ヴァンケル社と契約して500cc×2ローターのロータリーエンジンを搭載し、1973年（昭和48年）秋頃の発表が予定されていた。しかし直前に勃発した中東戦争によるオイルショックを受け、日産は燃費の悪いロータリーエンジンを搭載しての発売を断念。設計変更を経て、既存のL18型レシプロエンジンを搭載し、2年越しのデビューにこぎつけた。
日本国内の車名は「ニューシルビア」で、エンブレムにも「NEW」の文字が見られる。このエンブレムは最後まで「NEW Silvia」と書かれており、前期型のエンブレムはCSP311型シルビアと同じ字体だった。コンセプトは初代とはうって変わり、北米市場向けの「セクレタリーカー」として開発された。うねりの強いスタイリングから、「ハマグリ」の愛称を持つ。イメージ・キャラクターには、当時人気だった女優シルビア・クリステルを起用していた。
プラットフォームはB210型サニーをベースとしており、シルビア最後の世代となるS15型まで用いられた（日産・Sプラットフォームも参照）。サスペンションはフロントがストラット式、リアがリーフリジッド式を採用している。ハードウエアの面でも初代との繋がりは全くない。
エンジンは、昭和50年排出ガス規制対応のための排ガス対策システムであるNAPSを備えた、シングルキャブレターのL18型（105PS）を搭載。オイルショックの影響か、過度の装飾を排したデザインかつ経済性・実用性に徹したつくりとなり、60km/h定地走行燃費は17.0km/Lを記録している。
基本車種はLSグレードに3種類の変速機（4速フロアMT、5速フロアMT、ニッサンマチック（3速トルコンAT））の組み合わせとなり、3種の特別注文仕様（タイプS、L、X）を設定した。LSおよびタイプLは4本スポークのステアリングホイールと幅広扁平タイヤを採用している。タイプSとタイプXは革巻風3本スポークステアリングホイール、ワイドラジアルタイヤ、シートベルト警告灯、フォグランプが標準装備された。さらに、タイプLとタイプXは専用パターンの室内トリムが用意された。
この世代の北米向けモデルはDatsun 200SXを名乗っており、初めてSXのサブネームが使われた。通称5マイルバンパーと呼ばれる大型バンパーを前後に装着している。

### 年表
- 1975年（昭和50年）10月1日 - A-S10型発売[19]。

- 1976年（昭和51年）5月14日 - ソニック方式のEGR装置を備えた電子制御式燃料噴射のL18E型（115PS）を搭載したLSEシリーズが追加。従来のキャブ仕様のLSシリーズもBPT方式のEGR装置を採用してそのまま併売され、全車が昭和51年排出ガス規制対応となる[25]。この時からLS・LSEともに型式がB-S11型に変更された。

- 1977年（昭和52年）
  - 8月25日 - マイナーチェンジ。フロントグリルの意匠変更とフロント・リアバンパー四隅へ対衝撃ゴムが配置された後期型へ移行。エンブレムの書体もこの時から新デザインへ変更。タイプXをベースにアルミロードホイール、カセットステレオ、ぼかしガラスを標準装備した最上級グレードであるタイプG[注釈 2]も設定された[26]。
  - 9月 - 専用ツートンカラーにアクセントストライプ、ボディ同色フェンダーミラー、専用シート（綾織生地）、専用バッジなどを装備した限定車「セレクトモデル」を追加設定。[要出典]

販売終了前月までの新車登録台数の累計は4万8438台。

### 評価
直線的な美しいデザインを持つ初代とは対照的に、北米受けを狙った丸目2灯式のヘッドランプや太いリアクォーターピラーにファストバックのスタイリングは日本の顧客には共感を得られず、国内販売台数は月2,000台ほどと、ライバルのトヨタ・セリカには遠く及ばず不振だった。

## 3代目 S110型（1979年 - 1983年）
シャシーはB310型サニーやA10型バイオレットと共通。ボディタイプは当初「ハードトップ」と呼ばれたノッチバッククーペのみだった。このモデルと次のS12型にはモーター店の取扱車種として姉妹車のガゼールが設定された。
先代の輸出仕様車である初代200SXの手応えから、さらにアメニティーに振ったコンセプトとなり、ダッシュボード上の横一杯に並んだワーニングランプ、フェードアウトするルームランプや足元灯など、アメリカ車並みのムーディーな室内イルミネーションを採用。日産はこれを、「トータルイルミネーション・システム」と表現し、スペシャリティカーとしての存在感を強めた。なお、米国仕様車の名称は200SXを継承している。
グレードは当初、1,770ccのZ18型を搭載したLS（ハードトップのみ）/LS-L/LS-X（Z18E型・電子制御式燃料噴射仕様はLSE-L/LSE-X）、1,952ccのZ20型を搭載したZS-L/ZS-X（インジェクション仕様はZSE-L/ZSE-X）が設定される。トランスミッションはLSのみ5速MT、ニッサンマチック（3速AT）を選択できない。一方4速MTが選択できないのはLSE-X、ZSE-L、ZSE-Xである。
このうち、ZSE-Xはオプションでドライブコンピューターを装備することができる。このドライブコンピューターはトリップメーターに加えて、ストップウォッチ、ナビメーター、計算機としての機能を持ったマイクロコンピューターである。ドライブコンピューターの装備は、国産車としては初めてのことである。Xタイプのコンポーネント・オーディオはこの車両独自に設計されており、テープカウンター、AM・FMチューニングメーターなどは車用としては世界初の採用である。とくにZSE-Xには、カセットステレオ付4スピーカー・ハイパワー・コンポーネントを採用した。Xタイプには油圧計、電圧計も標準装備されている。
1981年のマイナーチェンジでは新グレードとして「ZSE-X・G」も追加された。2000ZSE-X・Gには当時の先進装備が多く採用されており、デジタルメーター、電子式音声合成によるボイスインフォメーション、アクセルを踏まずとも定速走行ができるASCD、ドルビー付カセットデッキが標準装備されている。このうちデジタルメーターとドルビー付カセットデッキはターボZSE-Xにも標準装備された。ボイスインフォメーションは9項目の警報と発進時の燃料情報、ASCDの操作情報を伝えるものである。Xタイプには6スピーカーのオーディオシステムが新たに採用された。
米国向け200SXのほかにメキシコ向けにはSAKURAのネーミングで販売されていた。

### 年表
- 1979年（昭和54年）
  - 3月13日 - サニー店で発売[30]。
  - 8月21日 - 従来のハードトップに加え、大型ハッチゲートを持つ3ドアハッチバックが追加された[32]。なお3ドアハッチバックにはオーバーライダー一体型大型バンパー、ウォッシャー連動リアワイパーおよび日本初のフロントシングルアームワイパーが全てのグレードに標準装備されていた。またオプションで、脱着式サンルーフをLS-XとLSE-Xの5速MT車、ZSE-L、ZSE-Xの全車に設定した。
- 1980年（昭和55年）
  - 6月24日 - 一部改良が実施された[33]。Xタイプにはハロゲンヘッドランプと4スピーカーコンポーネントが採用された。LSを除く全グレードにサイドガードモールを標準装備、4速MT車以外の全車に3ジョイントプロペラシャフトを採用するなどグレード別に改良が行われた。全車に適用されたのは助手席アシストグリップ、ヒーターリアダクト、ホイールのセンターキャップ変更の採用のみである。
- 1981年（昭和56年）
  - 5月20日 - マイナーチェンジでバンパーなど内外装の変更を行い、Z18ET型を搭載したターボZSE/ZSE-Xとハイテク装備が充実した「ZSE-X・G」が追加された[31]。2,000cc車にはロックアップ付ATを新たに導入した。
- 1982年（昭和57年）
  - 4月23日 - FJ20E型を搭載したRS/RSエクストラが追加された[34]。これはR30型スカイラインRS用に開発されたDOHCエンジンで、競技用ベースとしては耐久性の高いエンジンである。RSエクストラにはハイパワーコンポ、ドルビー付カセットデッキ、6スピーカーオーディオシステム、本革巻ステアリングホイール、6ウェイシートを標準装備しているほか、音声認識パワーウィンドウを世界で初めて採用した。全車に8インチのマスターバック、リミテッド・スリップ・デフを採用、アルミロードホイールを装備した。
  - 8月26日 - 生産拠点に九州工場（現・日産自動車九州）が加わり、オフライン式が行われた[35]。当工場では当面、北米向仕様車（200SX）を月2,000台生産することを計画しており、国内仕様車などについては引き続き座間工場において生産するとしていた。
  - 9月 - 九州工場での生産を記念して、九州地区限定で「九州スペシャル」が発売された。ハードトップ1800LS-Xをベースに14のアメリカ仕様をプラスしたもので、200台を販売する[36]。
  - 10月6日 - ラリー仕様のホモロゲーションモデル「240RS」が発表された（後述）[37]。
- 1983年（昭和58年）
  - 8月 - モデルチェンジにつき生産・販売終了。累計販売台数は約12万台[28]。

### 評価
角型4灯式ヘッドランプやセンターピラーレス・ボディ（ハードトップのみ）等当時の流行を押さえたデザインが功を奏し、月4000台を上回る販売台数を記録するヒット作となった。

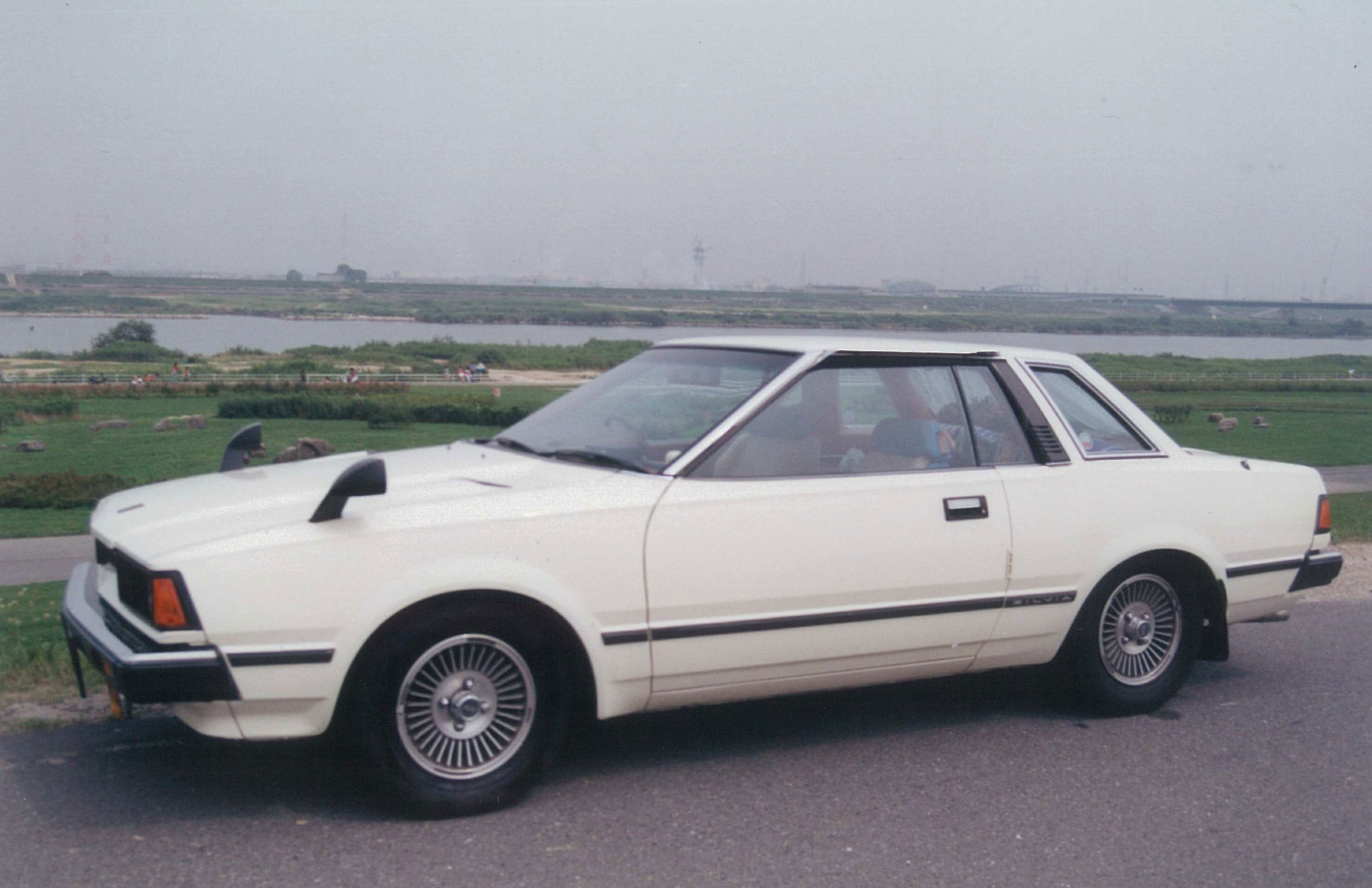
ハードトップ 2000ZSE-X[2] 1979年型（側面）
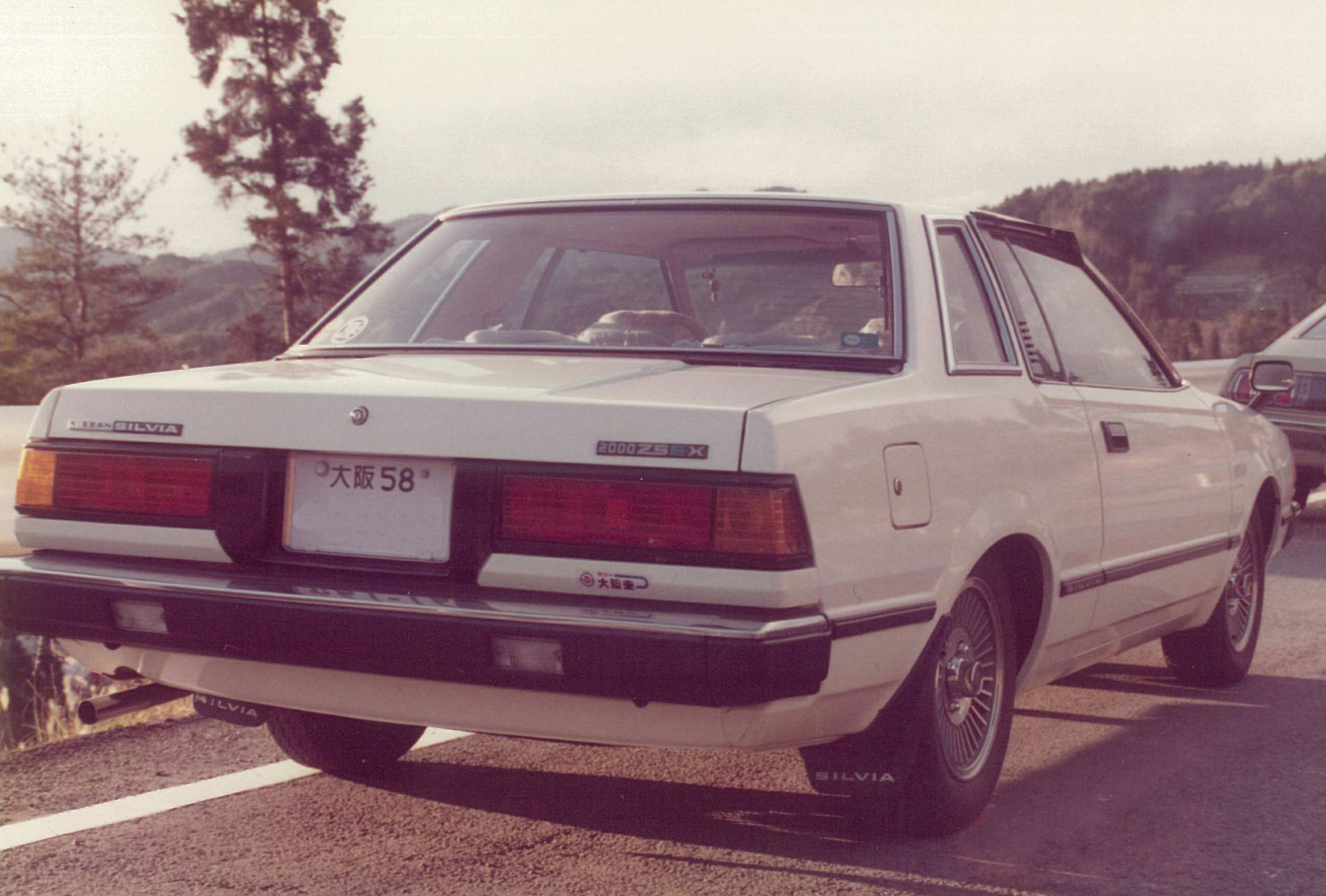
ハードトップ 2000ZSE-X[2] 1979年型（後面）
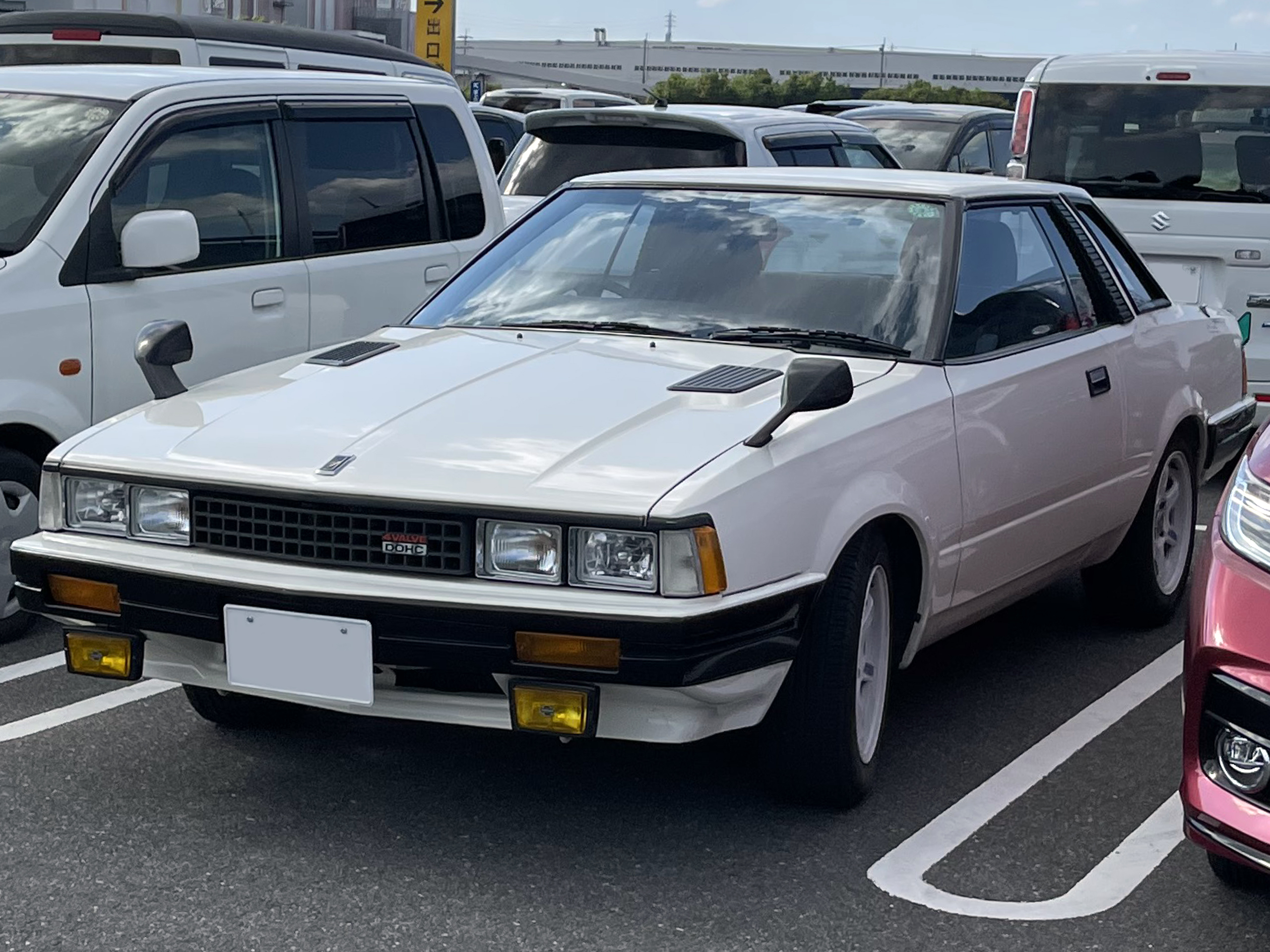
ハードトップ RS 1982年型（前面）
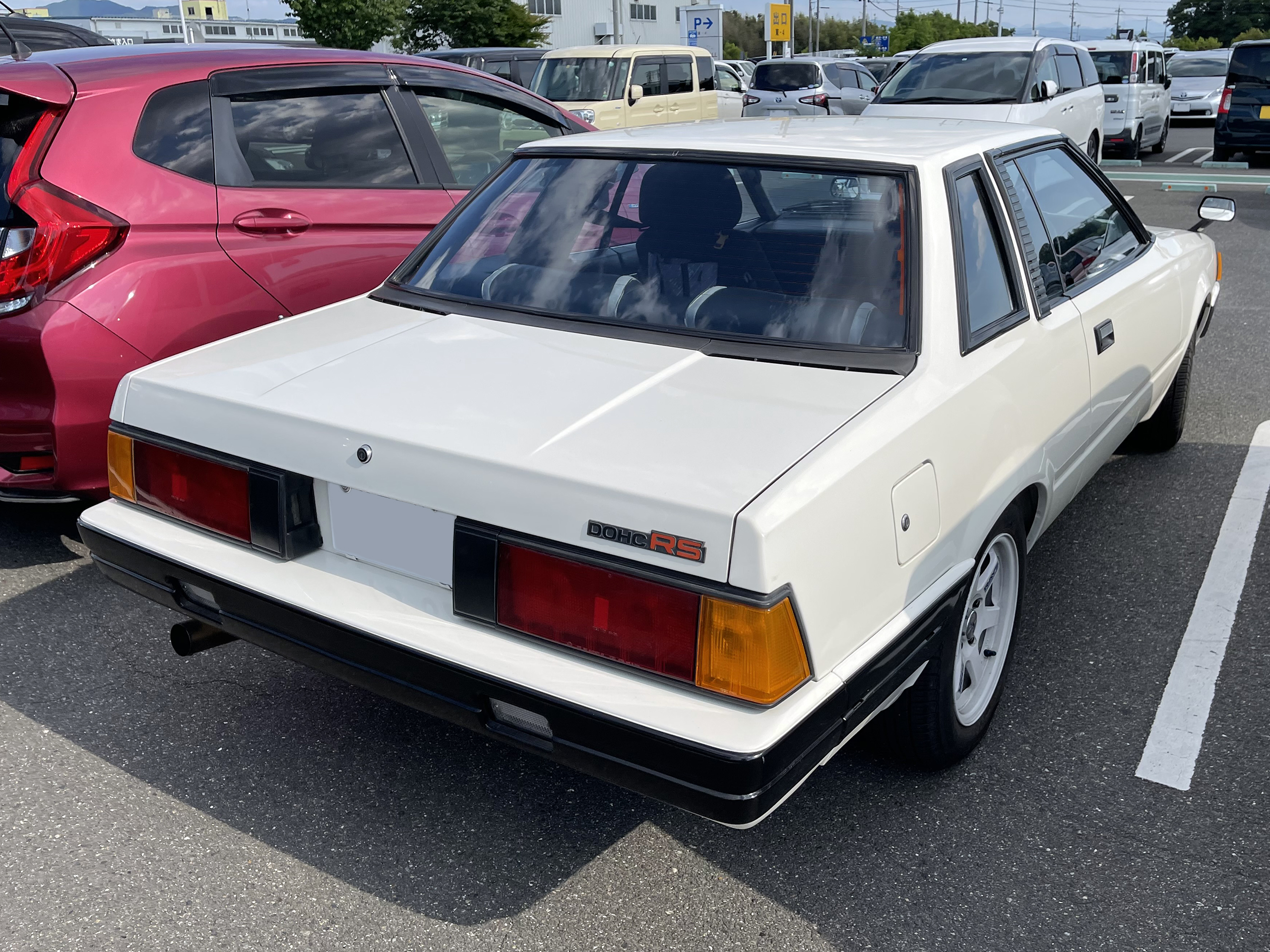
ハードトップ RS 1982年型（後面）

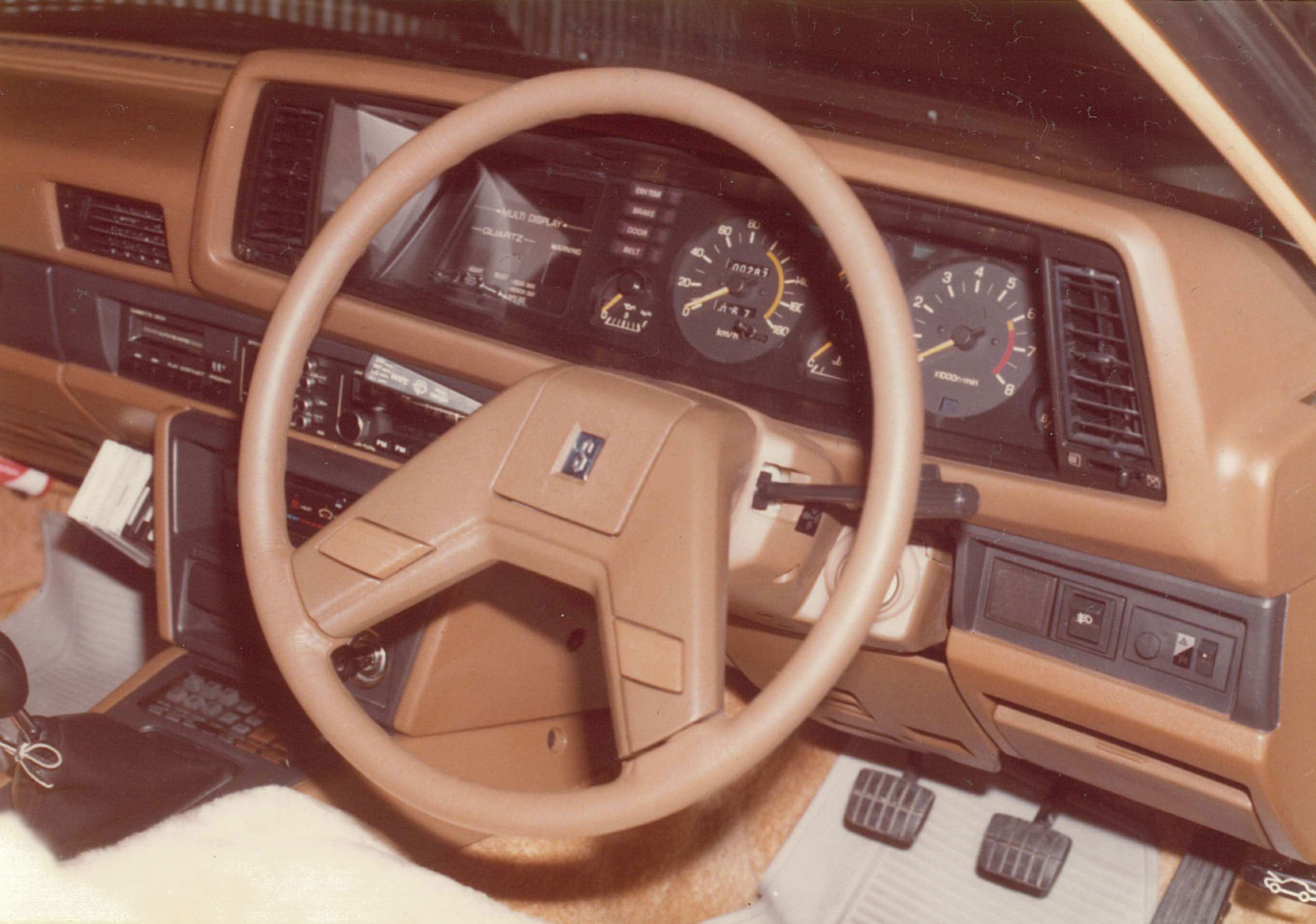
ハードトップ 2000ZSE-X[2] 1979年型（運転席）
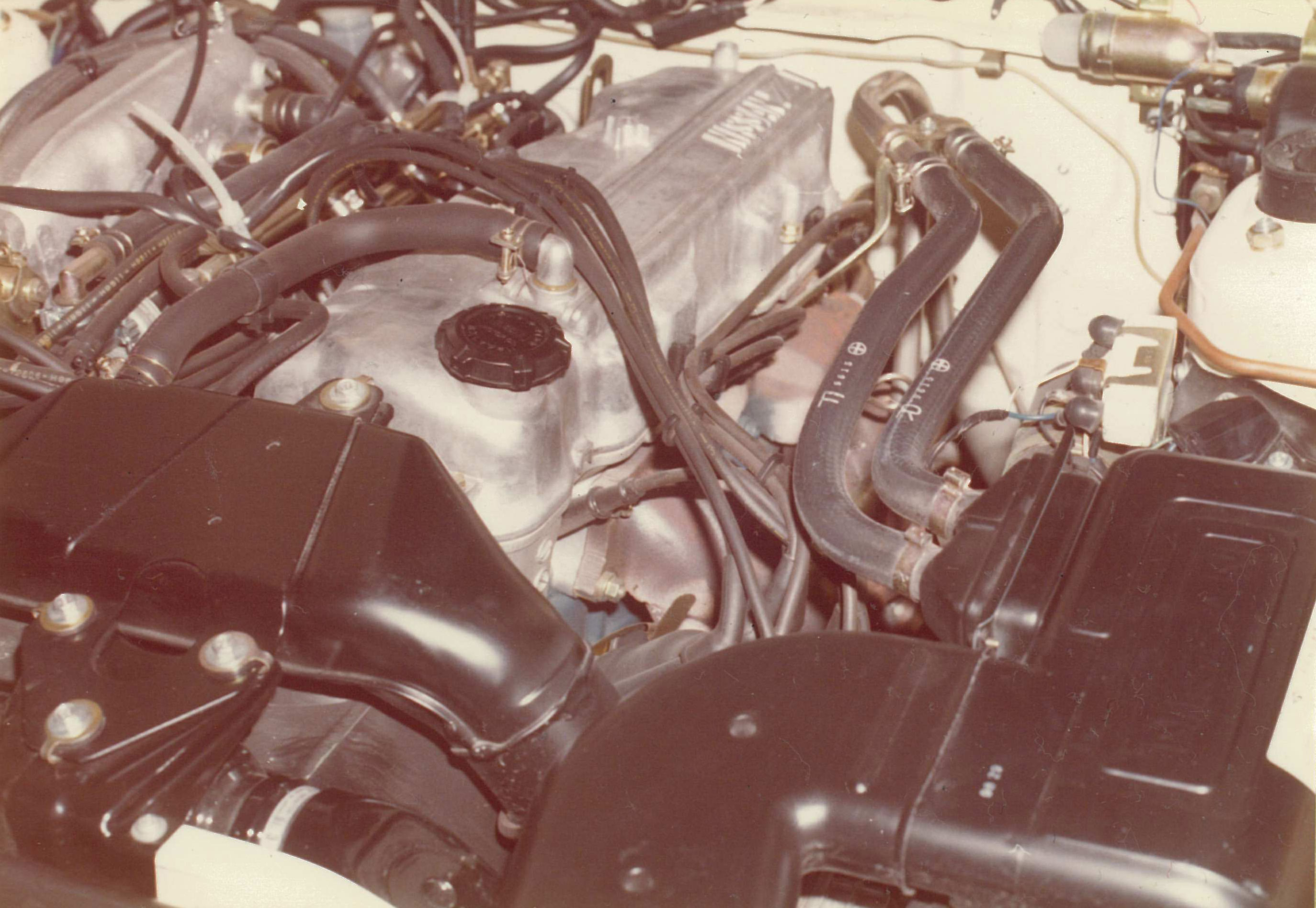
ハードトップ 2000ZSE-X[2] 1979年型（エンジン）

## 4代目 S12型（1983年 - 1988年）
先代のスポーティな印象が好評だったことから、そのコンセプトをこの4代目にも受け継いだ上で、ファッション性をより強く打ち出すことにした。この2つの性格を持つことから、「本格的小型スペシャリティスポーツカー」として姉妹車のガゼールとともに登場した。
このモデルからリアサスペンションが独立懸架セミトレーリングアーム式サスペンションとなる（一部のグレードから導入）。フロントサスペンションはブルーバード（910型）からの流用である。また、リトラクタブル・ヘッドライトが採用された。機能面では、日本初のチルトアップ機構付き電動ガラスサンルーフが、クーペターボR-X以上にオプション装備された。クーペターボRS-Xのみ、世界初のワイパー付ヘッドランプクリーナーが組み込まれている。日本国外への輸出ではこのモデルから日産ブランドでの輸出となっている（名称は200SXのまま）。
ボディタイプは2ドアノッチバックと3ドアハッチバックの二車種。センターピラーを持つようになったためノッチバックボディは「ハードトップ」から「クーペ」に名称が変わった。ノーズラインを低く抑えたことでより精悍な顔つきとなり、ダイナミックなハッチゲートを持つハッチバックの空気抵抗係数は0.34を達成した。
「ターボR-X・G」のクーペモデルには日本初の「キーレスエントリーシステム」なる装備があった。これは、後世におけるリモコンドアロックやインテリジェントキーシステムとは異なり、ドアハンドルに内蔵されたキーパッドで暗証番号を入力して施錠・解錠を行うものであった。このほか、パワーウーハーを世界初採用したり、インストルメントパネルのキ－ボードによリインプットするだけで道案内をしてくれる「ドライブガイドシステム」を内蔵した。ハッチバックモデルと共通で、従来のデジタル時計にアラーム機能、経過時間表示機能を追加した。

### エンジン
搭載されたエンジンはすべて水冷直列4気筒で、無鉛レギュラーガソリン53Lが給油可能である。
| エンジン | 吸気 / 点火方式 | 排気量   | 最高出力                    | 最大トルク                      |
| -------- | --------------- | -------- | --------------------------- | ------------------------------- |
| CA18S    | NA / SC         | 1,809 cc | 100 PS (74 kW) / 5,600 rpm  | 15.2 kg⋅m (149 N⋅m) / 2,800 rpm |
| CA18E    | NA / EGI        | 1,809 cc | 115 PS (85 kW) / 6,000 rpm  | 16.5 kg⋅m (162 N⋅m) / 3,600 rpm |
| CA18ET   | ターボ / ECCS   | 1,809 cc | 135 PS (99 kW) / 6,000 rpm  | 20.0 kg⋅m (196 N⋅m) / 3,600 rpm |
| CA18DET  | ICターボ / ECCS | 1,809 cc | 145 PS (107 kW) / 6,400 rpm | 20.5 kg⋅m (201 N⋅m) / 4,000 rpm |
| FJ20E    | NA / ECCS       | 1,990 cc | 150 PS (110 kW) / 6,000 rpm | 18.5 kg⋅m (181 N⋅m) / 4,800 rpm |
| FJ20ET   | ターボ / ECCS   | 1,990 cc | 190 PS (140 kW) / 6,400 rpm | 23.0 kg⋅m (226 N⋅m) / 4,800 rpm |

なお当初は新開発のCA18型エンジンの搭載を前提でデザインされていたところ、デザイン決定後にFJ20エンジン搭載モデルも設定されることとなり、背の高いエンジンを収めるためにボンネットを切り抜きバルジを設けることで解決した。このバルジには吸気口が開けられていないが、デザイン上は開口しているように見せるためか「4VALVE DOHC TURBO」のロゴが入った黒色ステッカーが貼られている（インタークーラーを搭載していないため、機能上でも吸気口を設ける必要がない）。
エンジンとグレードの関係
- CA18S - R-L、R-X
- CA18E - R-X・E
- CA18ET - ターボR-L、ターボR-X、ターボR-X・G
- CA18DET - ツインカムターボRS、ツインカムターボRS-X
- FJ20E - RS-X
- FJ20ET - ターボRS-X

※R-L、クーペR-X・E、ターボR-L、ツインカムターボRS、RS-X、ターボRS-XはOD付5速フロアMTのみ。それ以外の全グレードはニッサンマチック（OD付4速フロアAT、車両重量はMT車と比べて5kg増）を選択できる。

### 年表
- 1983年
  - 8月23日 - 全国のサニー店で一斉発売[40]。同日、九州工場第2組立工場での生産を本格的に開始した。同工場での生産能力はガゼールと合算で月産12,000台とし、国内外すべてのモデルを、プレスから艤装までの一貫組立を行う[42]。
  - 12月1日 - 日産の創立50周年記念を祝う特別仕様車「50アニバーサリーバージョン」発売[43]。クーペターボR-X・Gに、専用ボディカラー（ホワイト×ゴールド）、ブラウンピンストライプ、"TURBO"サイドステッカーで外装を彩る。非回転式光通信ステアリングホイールスイッチを世界初採用したほか、S110型のZSE-X・Gグレードに搭載されたものと同じボイスインフォメーションが内蔵される。ブロンズガラス、番組予約付電子チューナーラジオ、雨滴感知指揮間けつオートワイパー[注釈 7]を装備した。
- 1984年
  - 2月15日 - 「ターボR-L FISCO」と「R-X・E CUSTOM」が追加[44]。ターボR-L FISCOは中級グレードのターボR-LにFJ20E/ET型エンジン搭載車とほぼ同一のサイズのタイヤ（195/60R15 88H）、アルミホイール（15×6.5J）、パワーステアリング等を標準装備したもので、従来のターボR-Lと入れ替わる形で通常グレードとして販売される。R-X・E CUSTOMはR-X・Eにリアスタビライザーと185/70 SR14ラジアルタイヤを装備して走行性能を向上させ、ブロンズガラス、ダイバーシティFM受信システム、メモリー付チルトステアリング、フットウェルランプで装備を充実させ、商品力を大幅に向上させた。
- 1986年
  - 2月20日、マイナーチェンジ[41]。FJ20E/FJ20ET型エンジン搭載車が廃止され、全車CA型エンジン搭載車となった。トップグレードであるRSおよびRS-XにはCA18DET型ツインカム・ターボエンジンが搭載された（これ以後、DOHCから「ツインカム」という表記になる）。大型カラードウレタンバンパー、大型サイドガードモールなどが取り付けられ、フロントグリルやリアコンビネーションランプのデザインやシート地などが変更された。グレード整理と同時に兄弟車のガゼールが廃止。このため、モーター店では代替としてシルビアを扱うことになった（北米モデルの200SXにはVG30E型3,000ccエンジンを積む大排気量車が追加）。イメージソングはポール・モーリアのrain rain。
- 1987年
  - 2月23日 - クーペに「ツインカムターボ フルホワイト RS-X」追加[45]。外装全体をクリスタルホワイトで塗装し、北米輸出車用のダブルラッセル地シートとドアトリム、JBLスピーカー、カセットデッキ（ドルビー・メタル対応）などが装備される。
  - 7月6日 - クーペに「R-X ホワイトセレクト」、「ターボ フルホワイト R-X」を追加[46]。内容は前者については外装全体をクリスタルホワイトで塗装し、スポーツタイプステアリングホイールが装着される。後者はツインカムターボ フルホワイト RS-Xと同じ。ツインカム ターボRS等一部車種を廃止。
- 1988年
  - 4月 - 生産終了。以後は在庫販売の対応のみとなる。販売終了前月までの国内新車登録台数の累計は2万9686台[39]。
  - 5月 - S13型にフルモデルチェンジする形で販売終了。

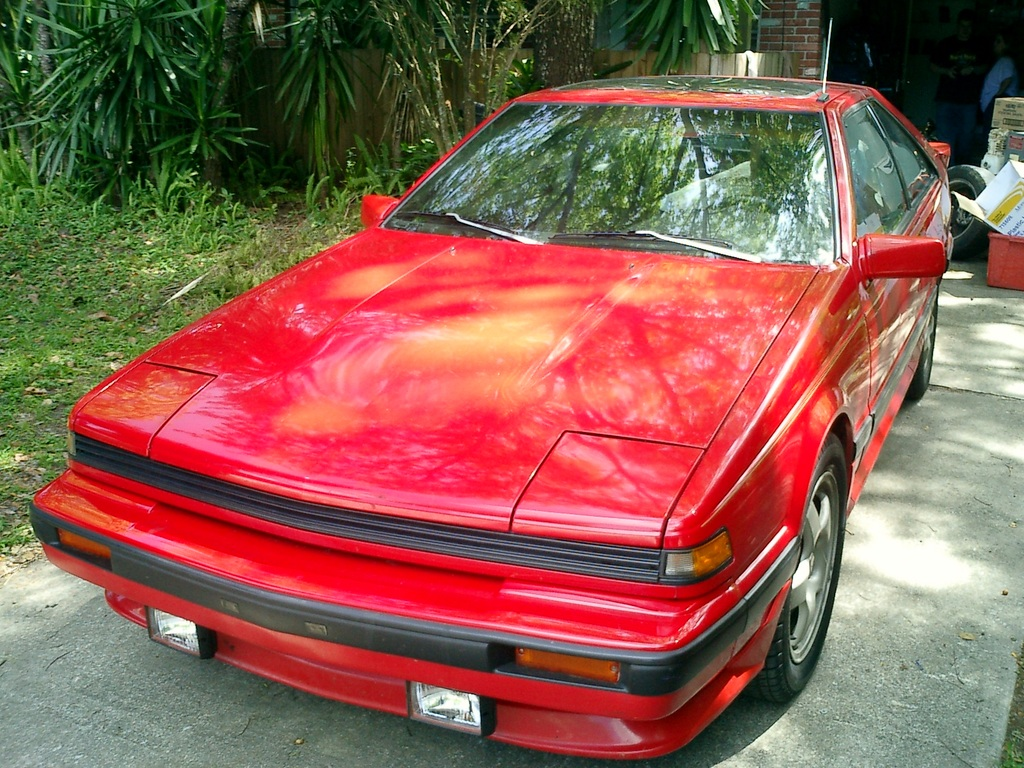
200SX 3ドア SE（北米仕様・後期型）
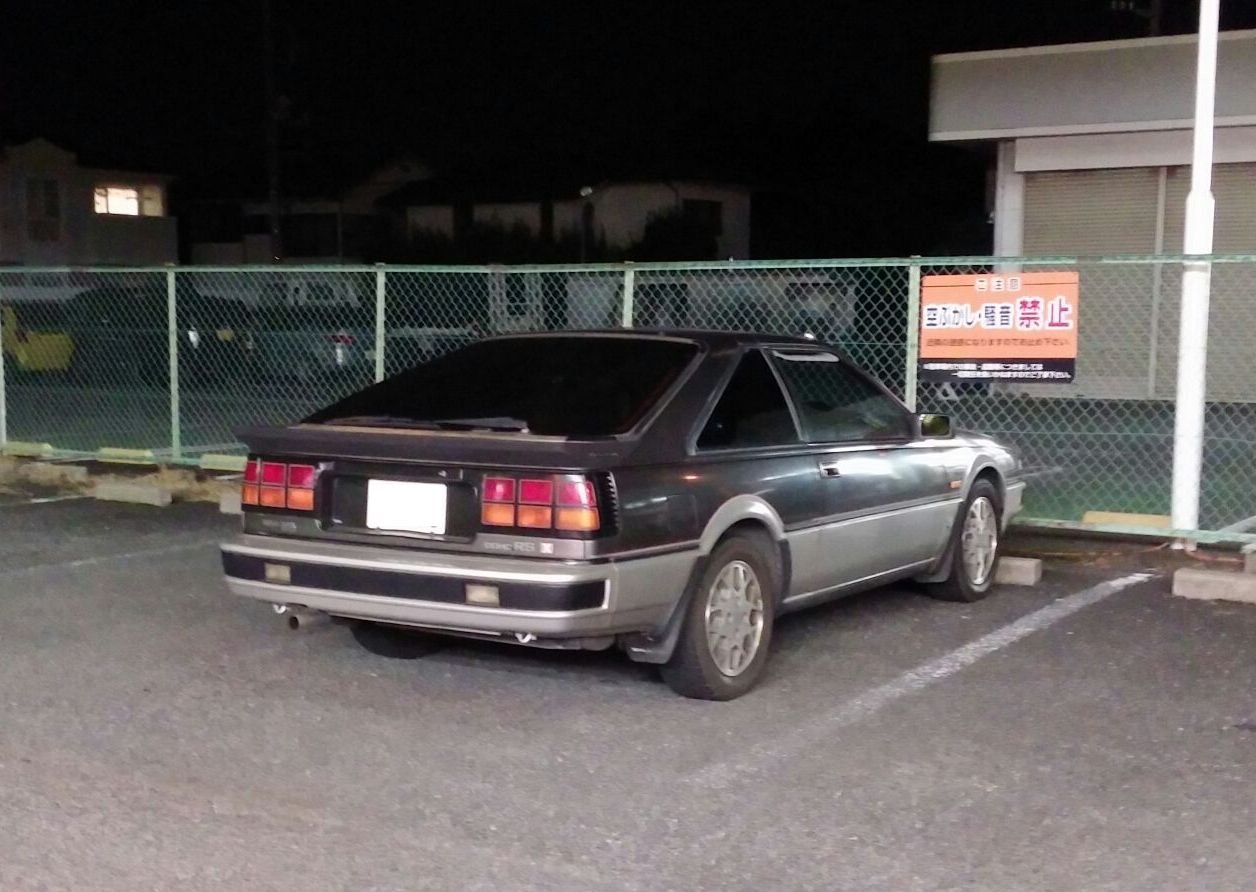
ハッチバック 前期型 RS-X
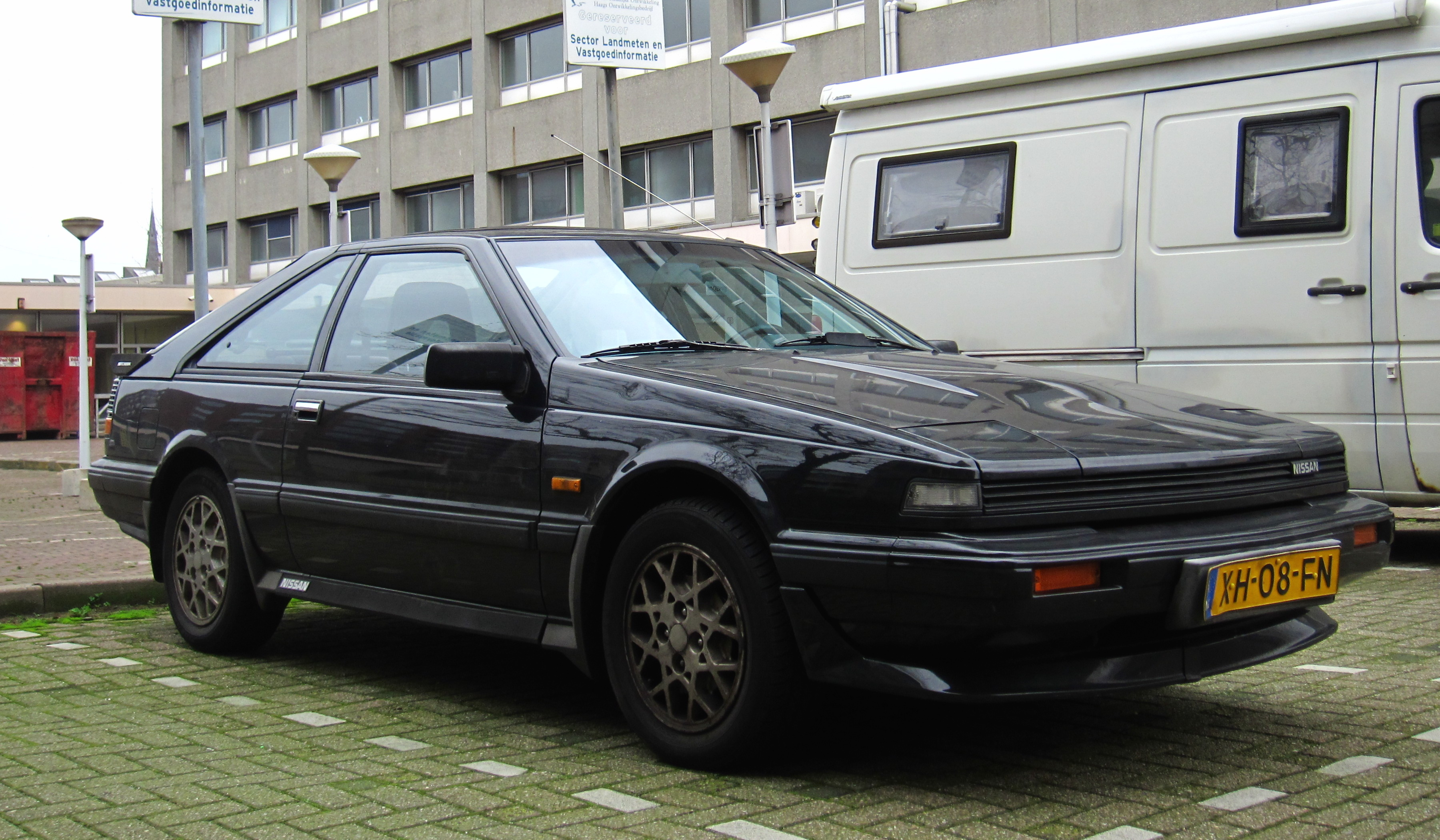
ハッチバック 後期型 1.8 Turbo（フロント）
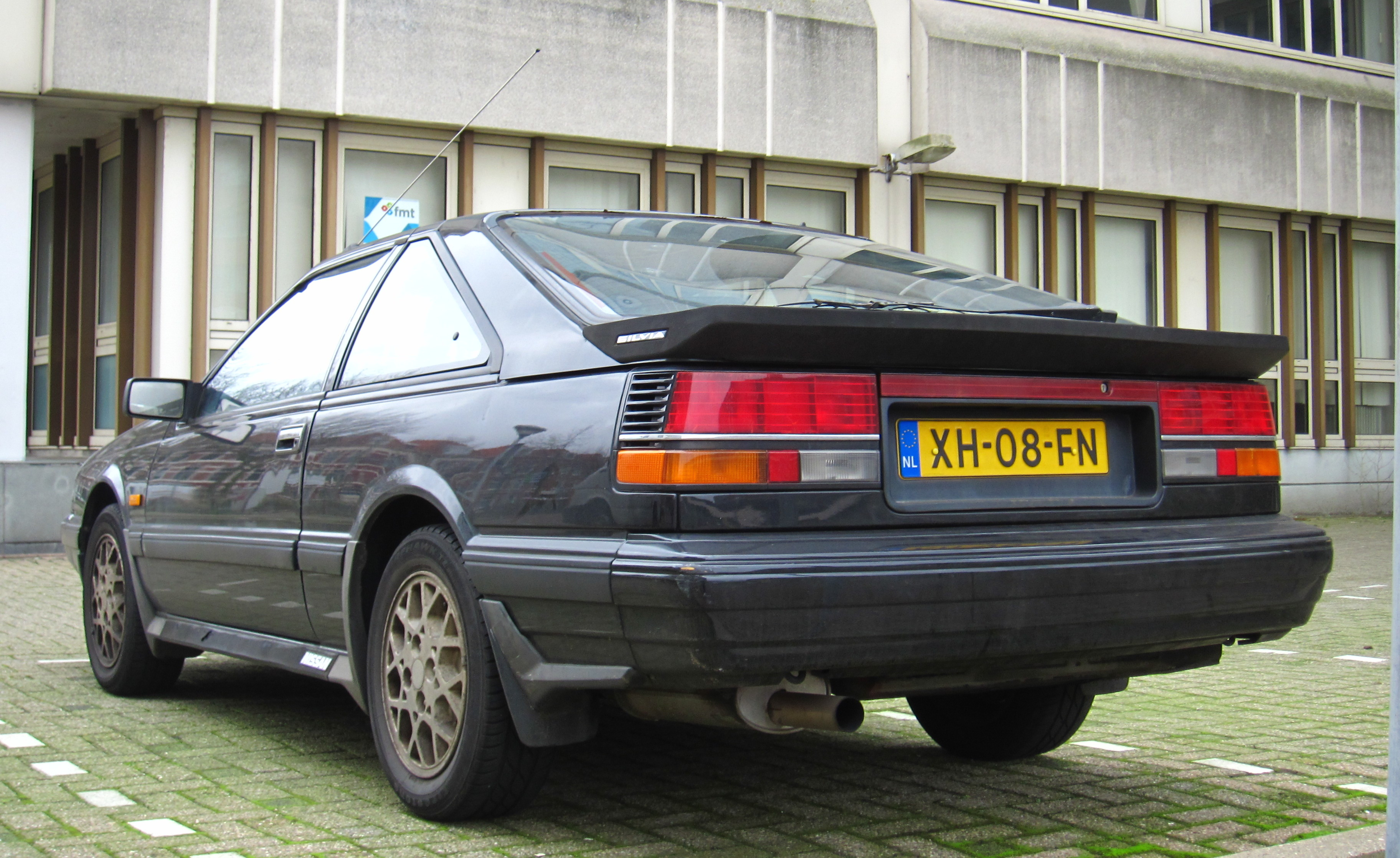
ハッチバック 後期型 1.8 Turbo（リア）

## 5代目 S13/PS13型（1988年 - 1993年）
当時のデートカー市場で大人気を誇っていたホンダ・プレリュードの対抗馬として開発され、未来的なエクステリアデザインや、CMや雑誌広告のコピーでも「アートフォース・シルビア（ART FORCE SILVIA）」と表現し、グッドデザイン大賞を受賞した。一見すると直線基調に見えるが、実は内外装に多くの曲線を取り入れたその流麗なスタイルから女性の人気を集めただけでなく、当時すでに少なくなっていた手頃な価格の後輪駆動車で、特にターボ車はパワーが充分にありスポーツ走行にも適した設計であったため、アフターマーケットにおいてスポーツ走行用の様々な改造パーツが開発され、特に走り屋の若者を中心に大きな人気を博した。販売台数は約30万台と、歴代シルビアの中で最多を記録した。
最大のライバルと想定されたプレリュードとは異なりFRレイアウトを採用しているが、これは低いボンネットのデザインを実現するのに適したFF用コンポーネントを日産が持ち合わせていなかったという先代S12型の時と同じ理由であった。しかしそれが幸いし、当時でも希少となりつつあった5ナンバー枠のFR車として高い人気を獲得することとなる。日産のマーケティングとしては、プレリュードのライバルたるデートカーとして企図されたモデルであったが、前述の通りスポーツ走行に適した設計のため、次第にサーキットや峠などで走るための車として使用されることが多くなり、それは時に公道での無謀な暴走行為に及ぶこともあった。その傾向は後継モデルであるS14型やS15型も同様である。
足回りには新開発のリアマルチリンクサスペンションが採用された。このサスペンションは1987年10月の第27回東京モーターショーに参考出品された。日産はこのサスペンションについて「複数のリンクの組合せによってタイヤの動きを最適にコントロールし、卓越した操縦性、直進安定性としなやかな乗り心地が発揮できるものとした」と説明している。このサスペンションは後にセフィーロ、ローレル、180SXにも採用され、第39回（春季）自動車技術会賞における技術開発賞を受賞した。
インテリアはエクステリアよりも曲面を多用しており、インストルメントパネル，コンソール、ドアトリムに一体感を持たせて、前席の乗員を柔らかく包み込むデザインとした。シートもやはり曲線と曲面で構成されたバケットシートを装備し、ホールド性とフィット感を重視した。
グレードは自然吸気エンジン搭載のJ's、Q's、ターボエンジン搭載のK'sの3種で、特別仕様車の名称も含めてトランプを意識した構成になっていた。このうち、Q'sとK'sにはオプションでフロントウィンドウディスプレイ（こちらも東京モーターショーで「ヘッドアップディスプレイ」として参考出品された）と電子制御アクティブスピーカーが装備できる。
マイナーチェンジではそのほか、4輪操舵のHICAS II（オプション）がSUPER HICASに変更され、タイヤサイズが195/60-15から205/60-15にサイズアップされた。さらにトランクリッド後端中央のキーホールカバー形状を逆台形から楕円形に変更、リアスポイラーを飛行機の翼をモチーフにした新形状に変更、その内蔵ハイマウントストップランプには横一列配列のLEDを採用、サイドドアビームの追加、プロジェクターヘッドランプが4連からフォグランプも含めた6連に変更、アルミホイールの形状変更、トランク裏にトリム（内装）が追加されるなどの細かい点も変更が行われている。内装はシートの形状が変更され、リア3点式シートベルトが採用され、ワイパーの間欠時間調整が追加（Q's系、K's系）、ファッションキー（キーヘッドが丸で中に「SILVIA」のロゴが入る）の採用、前期型で多かった女性ユーザーからの要望により従来の助手席側に加え運転席側にもバニティミラーを追加された（Q's、K's系）。
輸出仕様車として、北米仕様の貨物車用の2,400ccエンジン（前期型はKA24E、後期型はKA24DE）を搭載した240SXと、欧州仕様の200SX（搭載エンジンは日本仕様と同様、初期型が1,800ccのCA18DE/CA18DET型、後期型が2,000ccのSR20DE/SR20DET型）とが存在する。北米仕様の240SXは、現地のヘッドライト位置の法規に対応するため、フロントのデザインに180SXと同様のリトラクタブルライトを採用している。こちらは1996年まで生産が継続された。
モデル末期には、そのころ発足したばかりの全日本GT選手権のGT2クラス（後のGT300クラス）に参戦し、クラスチャンピオンを獲得している。
他メーカーによる改造車として、光岡自動車がS13型シルビアをベースにクラシックカーのようなボディに換装した初代ラ・セードを発表している。
またユーザーの私的改造として、180SXをベースにフロントセクションをS13型シルビアのものに換装した通称シルエイティ（後に一部の日産系ディーラーで正式に販売された）、逆にS13型シルビアをベースにフロントセクションを180SXのものに換装したワンビア（アメリカ仕様車においては保安基準の関係上、純正で同様の仕様になっていた）が存在する。
なお、S13型シルビアのボディは、ニュルブルクリンクにて開発中のスカイラインGT-R (BNR32) をテストする際に、偽装用ボディパネルとしても使われた。

### エンジン
搭載されたエンジンはすべて直列4気筒DOHCで、ツインカム16バルブが採用された。
| エンジン | 吸気方式 | 排気量   | 最高出力                    | 最大トルク                      | 燃料                   | 期間                   |
| J's/Q's  | J's/Q's  | J's/Q's  | J's/Q's                     | J's/Q's                         | J's/Q's                | J's/Q's                |
| -------- | -------- | -------- | --------------------------- | ------------------------------- | ---------------------- | ---------------------- |
| CA18DE   | NA       | 1,809 cc | 135 PS (99 kW) / 6,400 rpm  | 16.2 kg⋅m (159 N⋅m) / 5,200 rpm | 無鉛レギュラーガソリン | 1988年5月 - 1990年12月 |
| SR20DE   | NA       | 1,998 cc | 140 PS (103 kW) / 6,400 rpm | 18.2 kg⋅m (178 N⋅m) / 4,800 rpm | 無鉛レギュラーガソリン | 1991年1月 - 1993年10月 |
| K's      |          |          |                             |                                 |                        |                        |
| CA18DET  | ICターボ | 1,809 cc | 175 PS (129 kW) / 6,400 rpm | 23.0 kg⋅m (226 N⋅m) / 4,000 rpm | 無鉛ハイオクガソリン   | 1988年5月 - 1990年12月 |
| SR20DET  | ICターボ | 1,998 cc | 205 PS (151 kW) / 6,000 rpm | 28.0 kg⋅m (275 N⋅m) / 4,000 rpm | 無鉛ハイオクガソリン   | 1991年1月 - 1993年10月 |

### 年表
- 1988年

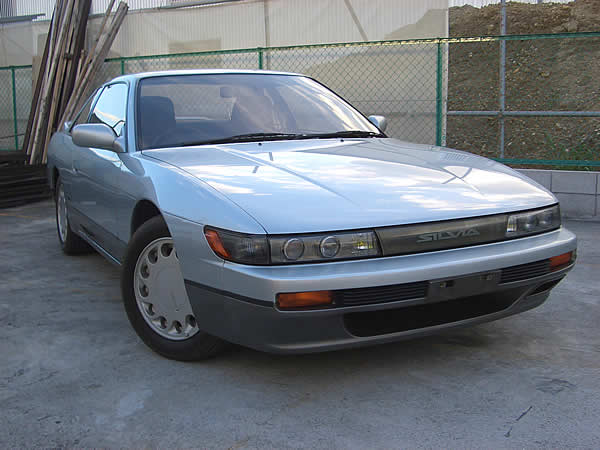
前期型K's（1988年5月-1990年12月）
  - 5月17日 - 全国のサニー店およびモーター店で一斉発売[50]。このモデルから2ドアノッチバッククーペのみとなり、先代S12型まで存在した3ドアハッチバック仕様は後に姉妹車「180SX」として独立した[53]。シルビア コンバーチブルの発売も予告された。

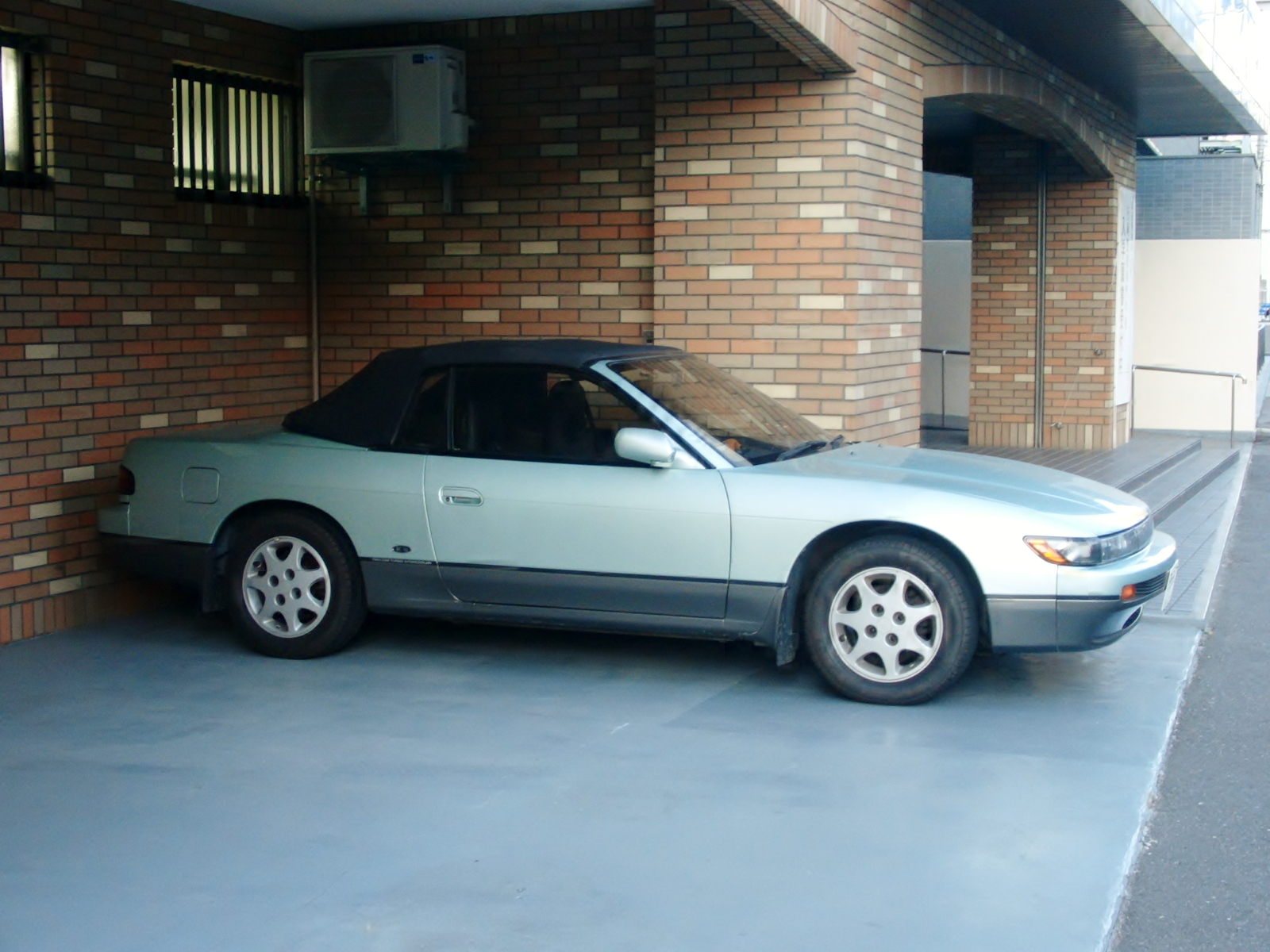
シルビア コンバーチブル
  - 7月1日 - オーテックジャパン製の「コンバーチブル」を追加発売[50][54]。K'sを改造したものであり、製造はオープン構造の車の生産を得意とする高田工業に委託されていた。
  - 7月5日 - 東京都港区南青山に専用ショールーム「ニッサン・シルビア・スクエア」がオープン[55]。展示車両を約2か月単位でローテーションしながら、単一車種の販売を行う。
  - 10月20日 - 昭和63年度の通産省選定グッドデザイン大賞を受賞[56]。
  - 11月 - 一部改良。セットオプションの組み合わせをユーザーが選ぶ「パーソナルオーダー」導入。新塗色にスーパーブラック（KH3）追加。
  - 12月23日 - '88〜89年日本カー・オブ・ザ・イヤー受賞[57]。
- 1989年
  - 2月 - 一部改良。ATシフトロックをPレンジ保持機構付きに変更。
  - 10月 - ビスカスLSDのオプション設定をQ'sに拡大。
- 1990年
  - 1月23日 - 「ダイヤセレクション」シリーズを追加発売[58]。Q's、K'sをベースにそれまでの販売実績から人気の高いオプションを標準化しながら価格上昇を最小限に抑えたお買い得仕様である。内容はオートエアコン、アルミホイール、CDプレーヤー（ソニー製）、Sパッケージ（アーム式シートベルトガイド、電動格納式ドアミラー、プロジェクターヘッドランプ、リアスポイラー、アクセントモール）、スーパーファインコーティング（フッ素樹脂塗装）、専用エンブレム（銀地にQ'sあるいはK'sと書かれ左右にトランプのダイヤのマークが入る）。なお、ダイヤセレクション専用オプションとしてレザーバージョン（本革シート、ステアリング、シフトノブのセット）が設定される。
- 1991年
  - 1月17日 - マイナーチェンジによりPS13型に移行。エンジンを排気量2.0 LのSR20型に変更し、よりシャープでトルクフルな走りを実現した[52]。ダイヤセレクションは廃止されたが、ダイヤセレクションの内容からCDデッキと専用エンブレムを省いた仕様のメーカーオプション「ダイヤパッケージ」が設定された。また、内装のオプションとして「レザーセレクション」（本革シート、ステアリング、シフトノブ専用内装地。スーパーハイキャスとセットオプション）とアートテリアセレクション（大理石模様のスウェード調生地のシート、内装地）を追加している。CMキャッチコピーは「Now Its New 2000」。

- 1992年
  - 1月16日、「クラブセレクション」と「Q'sSC」追加発売[59]。クラブセレクションは先のダイヤセレクションと同等の仕様。相違点はCDデッキがソニー製からクラリオン製に変更、アルミホイールが標準車と違いシルバーポリッシュ（光輝仕様）タイプとなる、専用の銀地の楕円型グレードエンブレムの文字色が濃赤になり、左上にトランプのクラブのマークと下に「club」のロゴが入る点。「Q'sSC」はQ'sにオートエアコンとシルバーポリッシュのアルミホイールを装備しながら価格上昇を抑えた質実剛健型グレード。なお、SCとは「スペシャルカード」の意である。これと同時に一部仕様変更が行われ、シートベルト警報&警告灯を装備。これはエンジン始動時にメーター内の警告灯が点滅し、同時に運転席ベルト未装着の場合は警報がいずれも8秒間作動する仕組みになっていた。これに伴いメーターの変更が行われ、オートエアコンのデジタル化も行われた。CMキャッチコピーは「悦楽のマテリアル」。
  - 5月21日 - 「Q's2」（Q'sスクエア）発売[60]。同時期の日産主力車種と同様、乗用車生産4000万台突破を記念した9月までの期間限定車。ベースはQ'sSCでランバーサポート付きの運転席や専用ヨーロピアンインテリア、リアスポイラーなどを追加装備したもの。ボディカラーは1月に追加されたパールホワイトと既存のスーパレッド、スーパーブラックの3色。
  - 12月24日 - 「オールマイティ」追加発売[61]。モデル末期に入り、廉価なお買い得版による販売力強化を図った仕様。ベースはJ'sでマニュアルエアコン、アルミホイール、パワーウインドー、カセットデッキ付きチューナー&4スピーカー、電動格納式カラードドアミラー等J'sには標準では未装備の快適装備が追加された。またこのモデルのみベロア調ニットを使った専用シート地が装備される。なお、この内装は180SXの中期型の黒ヘッド仕様にも用いられる。専用エンブレムも装備されるが、楕円ではなく長方形で銀地に黒で「A」マークとトランプのスペードのマークが入った仕様となる。これに伴いベースとなったJ'sと年頭に追加されたQ'sSCが廃止される。
- 1993年
  - 9月[62]  - 生産終了[出典無効]。在庫販売体制に入る。
  - 10月 - S14型シルビアの登場に伴い販売終了。販売終了前月までの新車登録台数の累計は30万2329台[63]。

## 6代目 S14型（1993年 - 1999年）
プラットフォーム及びエンジンはS13型のものをベースとするが、ボディサイズは拡大され全車3ナンバーとなった。「意のままの楽しい走りとセンスの良さを徹底追求したスタイリッシュスポーツクーペ」をコンセプトとし、室内空間を広くしながらスポーティさと豪華さとの両立を目指している。
「ホリゾンタルストリームシェイプ」と呼ばれる水平基調の流れるようなスタイリングを核とし、丸みを帯びた見た目が特徴である。曲げ剛性は約2倍、ねじり剛性は約1.5倍向上した。フロントシートはセミバケットシートを採用し、インテリアでも走りの高揚感を演出した。
エンジンはSR20型を継続採用するが、自然吸気（NA）、ターボ共に改良され、NVCSを採用しエンジン本体の剛性向上などにより静粛性を高めつつ、NAのSR20DE型は160PS、ターボのSR20DET型は220PSにパワーアップした。NA車は先代ではレギュラーガソリン仕様だったが、S14型はハイオク仕様に変更された。また、ターボ車は新たに、ボールベアリングターボおよび過給圧電子制御システムを採用した。また、環境保護の観点から、触媒には従来の白金・ロジウムではなく、パラジウムを使用している。
ホイールのPCDは、ターボ車が114.3mm×5H、NA車が114.3mm×4Hである。ボディサイズは拡大したものの、ブレーキキャパシティの向上などによってコーナリング性能も改善されている。
K'sとQ'sにはより装備を充実させた「Type S」を設定。オプションで電動SUPER HICAS、フロントウィンドウディスプレイが装備できる。
1996年6月に行われた後期型へのマイナーチェンジでは、前期型で曲線基調だったヘッドランプ形状を、いわゆる「吊り目」の角ばった形状に変更するなど、主にフロント周りのデザインを一新し、全体的にシャープなルックスに見えるように外観が変更された。優美な雰囲気だった前期型から一変して攻撃的な雰囲気となった後期型のフロントデザインや角ばった形状のリアスポイラーは、当時のユーザーの嗜好に合わせた販売側からのテコ入れ要請の結果であったが、丸みを帯びたキャビンとの整合性が取れなくなるなど、デザインのトータルバランスとしては綻びが垣間見えるものであった。他にもメーターの形状を真円に変更したり、マフラーやリアショックアブソーバーのチューニングなどによって「楽しい"走り"」を演出した。
輸出仕様としてはS13型と同様、欧州仕様車の200SXと北米仕様車の240SXが存在した。

### 年表
- 1993年
  - 10月26日 - 全国一斉発売[65]。
- 1994年
  - 2月22日 - 1,500台限定の特別仕様車「Q'sエアロスポーツ」発売[67]。5速MT車をベースにボディカラーはスーパーブラックのみとし、フロントエアロバンパー、フロントスポーツグリル、ビスカスLSD、16インチアルミホイール、スポーツチューンドサスペンションを標準装備しており、ナバーン製リアスポイラーを特徴としている。
  - 9月特別仕様車「K's TYPE K1」発売。
- 1995年
  - 5月24日 - 一部改良、Type Sに代わって「エアロ」シリーズと「Q'sクラブセレクション」を追加発売[68]。一部改良により運転席SRSエアバッグを全車標準化した他、グリルとQ's系のホイールデザインを変更し、従来フロントグリルとリアフェンダー上のグレードエンブレム下にあった「Silvia」エンブレムが廃止され、トランク上にあったエンブレムの位置もセンターから左端に移動された。Q's、K'sにはエアロフォルムバンパーやナバーン製分割式リアスポイラー、アルミホイール、ホワイトメーター、革巻きステアリング&シフトノブ等を装備したエアロシリーズが追加された。またQ'sクラブセレクションは、Q'sをベースにエアロフォルムバンパーや15インチアルミホイールを装備したモデルである。
- 1996年
  - 6月11日 - 後期型へマイナーチェンジ[66]。

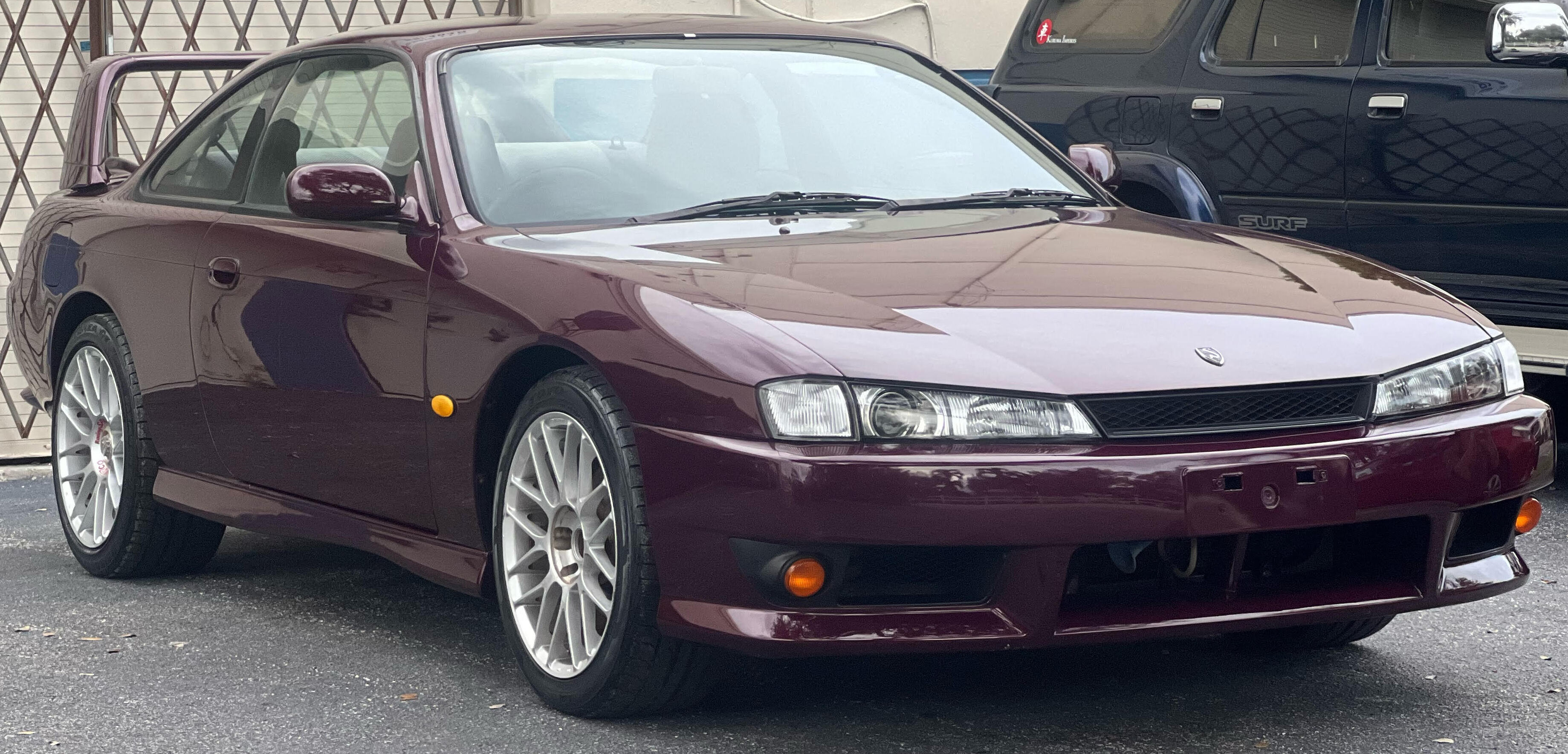
オーテックバージョン K's MF-T
  - 1997年
  - 10月6日 - 「オーテックバージョン K's MF-T」が追加[69][70]。オーテックジャパンによって各部をファインチューニングされており、特にエンジンはチューニングされたSR20DET型に石川島播磨重工業製の専用ターボチャージャーを組み合わせ、藤壺技研工業製の専用エキゾーストシステムと相まって、最高出力250PS/6,400rpm、最大トルク28.0kgf·m/4,800rpmを発生した。外観上の特徴は、大型リアスポイラー、専用フロントバンパー、アローエンタープライズ製の16インチアルミホイールであり、迫力あるスタイルを実現した。215/50R16・90VのブリヂストンポテンザRE710Kaiを履き、専用スポーツサスペンションを装着していた。内装はホワイトメーター、 電圧・油圧・ブーストの3連ホワイトメーター、MOMO社製SRSエアバッグ付きスポーツステアリング、本革巻シフトノブ、専用シート地、専用ドアトリムクロスが装着されていた。CMキャラクターは宝生舞。
- 1998年
  - 12月[71] - 生産終了。在庫対応分のみの販売となる。
- 1999年
  - 1月 - S15型と入れ替わって販売終了。販売終了前月までの新車登録台数の累計は8万5316台[64]。

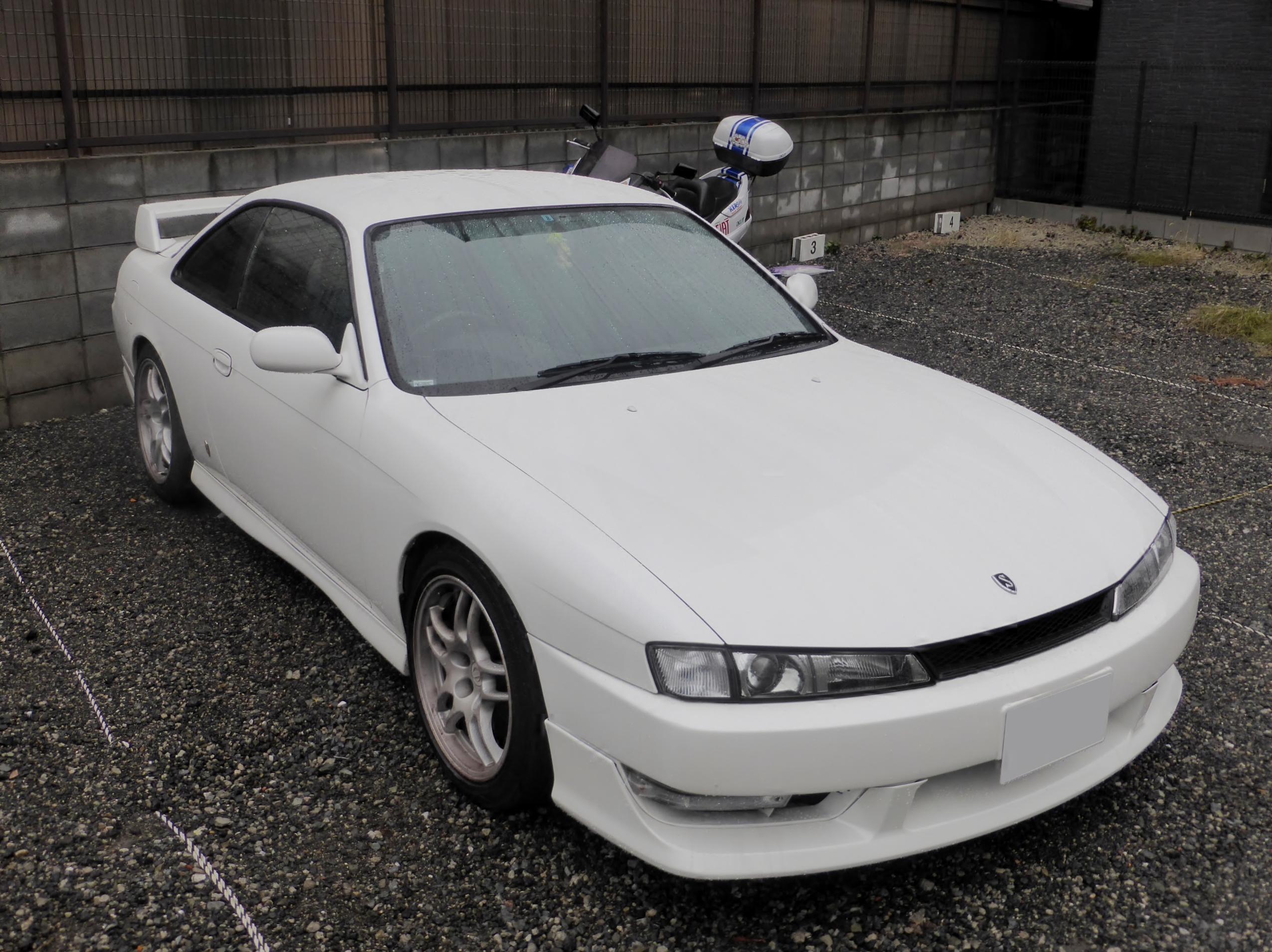
後期型K's SE フロント
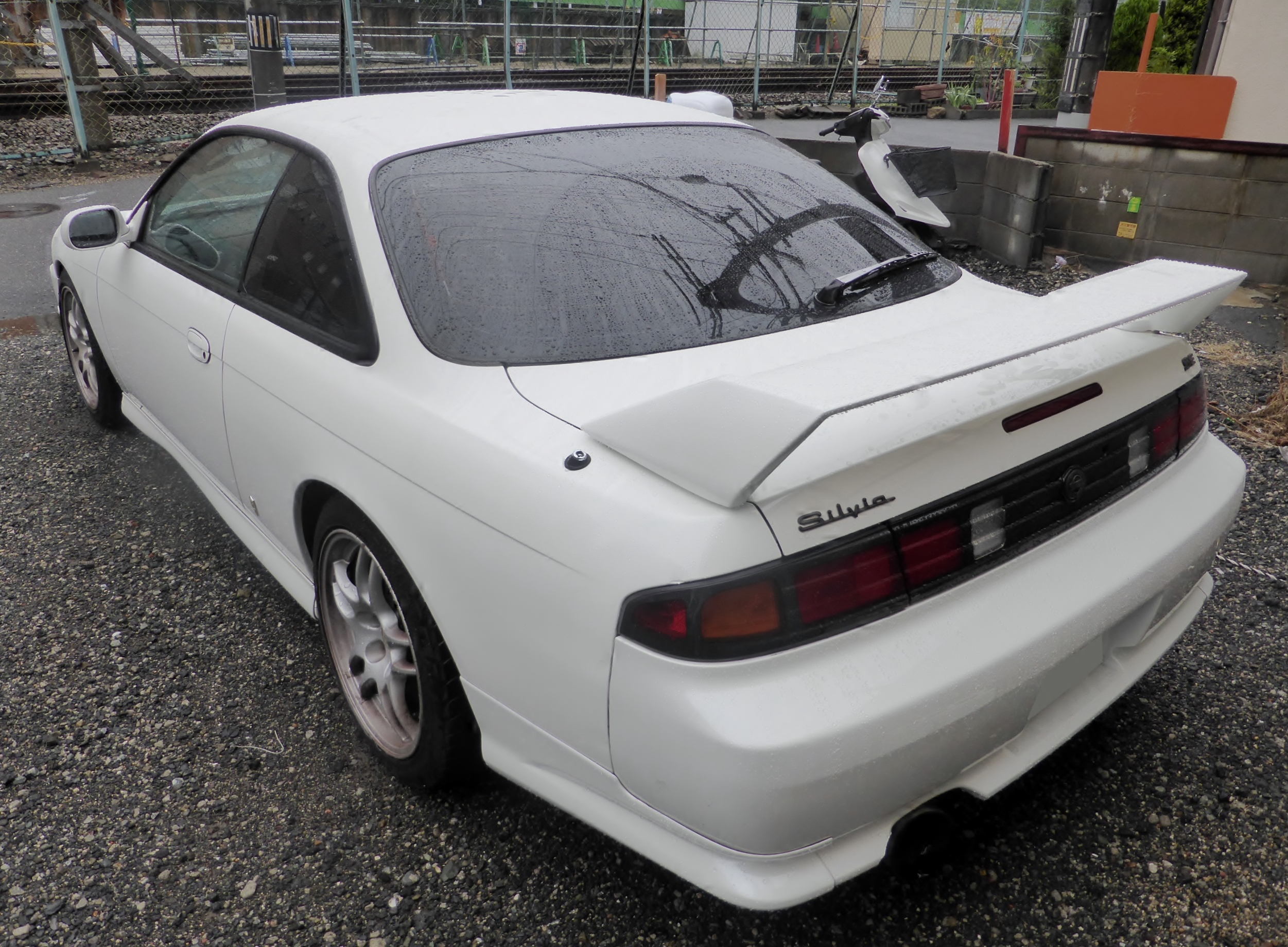
後期型K's SE リア

### NISMO 270R

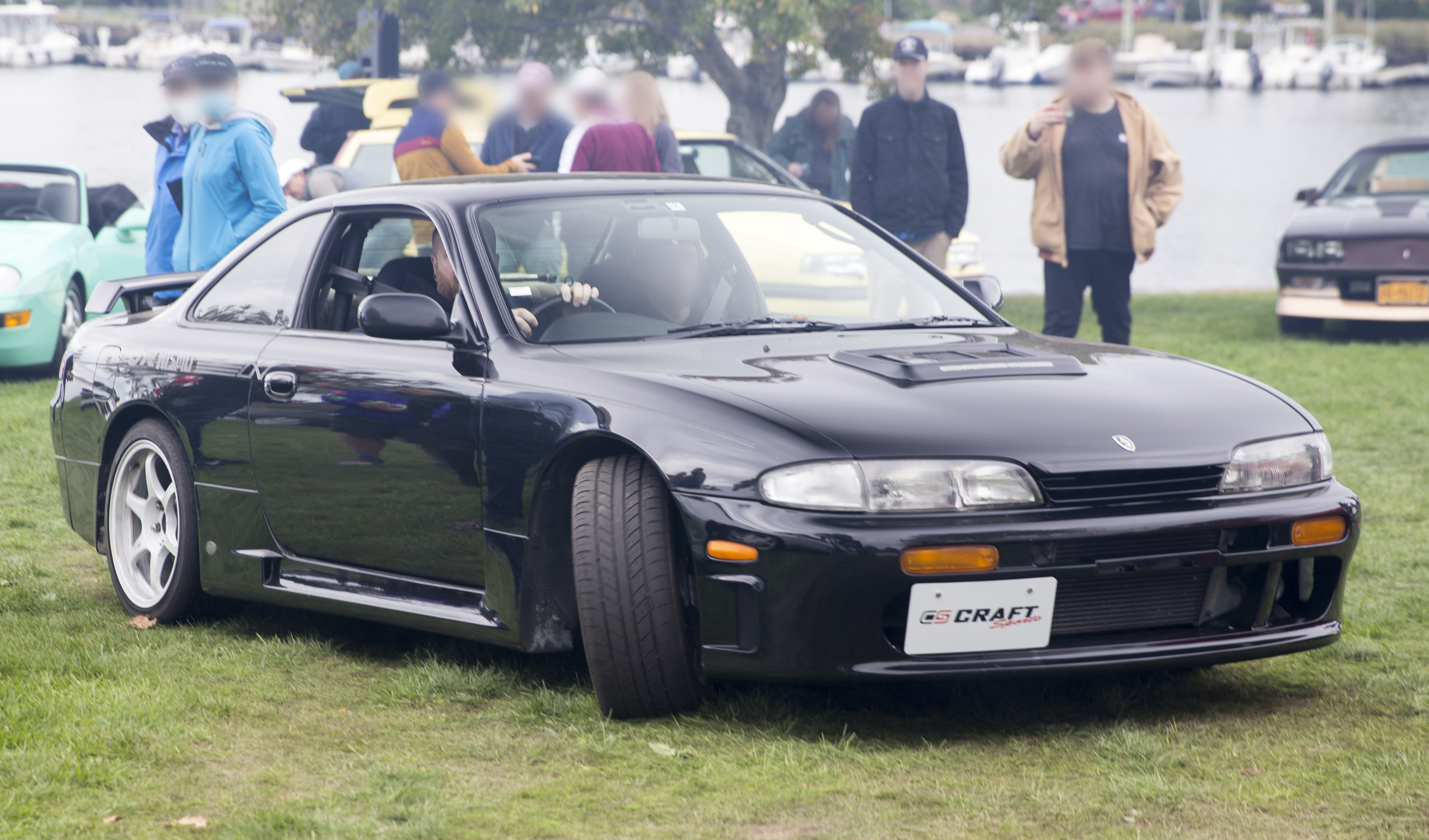
NISMO 270R

S14型には前期型をベースにNISMOがチューニングを行った「NISMO 270R」というコンプリートカーが存在した。ボディカラーはスーパーブラック（#KH3）のみ。開発にはレーシングドライバーの木下隆之が関与した。車名はNISMOの手でファインチューニングされたSR20DET型エンジンの最高出力である270PSにちなんでいる。32台製造された。

## 7代目 S15型（1999年 - 2002年）
S14型で拡大され不評だったボディサイズをダウンサイジングし、再び5ナンバー枠に戻している。グレード体系も変更され、S13型からS14型までの「J's」「Q's」「K's」から、NAモデルの「spec-S（スペックS）」とターボモデルの「spec-R（スペックR）」の2本立てとなった。S15型登場にあわせて180SXは生産・販売が終了している。
発売は1999年1月19日であるが、風間靖幸によれば1998年12月登録の個体がごくわずかに存在するという。
SR系エンジンはさらに改良され、スペックSのSR20DE型ではMT車が165PS、AT車が160PSであるのに対し、スペックRのSR20DET型ではMT車が250PS、AT車が225PSとなっている。一方で環境にも配慮し、Spec-S系統が搭載するSR20DEエンジン搭載車は排気ガス中のＨＣ等を10･15モードで国内規制値の1/10レベルに低減したLEV（Low Emission Vehicle）仕様とし、よりクリーンな排気を実現している。
スタイルの特徴はサイド面のプレスラインがリアフェンダー、リアトランクにかけて徐々に絞り込まれる「深絞りプレス成型」を採用したリアフェンダーである。ヘッドライトはボンネットに回り込んだ「吊り目」デザイン、テールランプもトランクに回り込んだ大型のものが採用された。
ホイールのPCDは、ターボ車・NA車ともに114.3mm×5Hに統一された。
内装面では、メーカー純正としては珍しい運転席側Aピラー部分に設置された径52mmのブースト計（スペックR系）・油圧計（スペックSエアロのみ）や、運転席中央部にポップアップ式5.8インチ液晶モニターをオプションで採用する。また、エアロ系グレードには「インテリアパッケージ」と言うオプションが選択可能で、フロントシートとドアトリムが専用のオレンジ色のスエード調布地となる（リアシートは他グレードと同じ）。なお、革巻きステアリングホイールはBNR34型スカイラインGT-Rと共通である。
スペックSにはマニュアルエアコンが装備され、15インチアルミホイールが装着される。その拡張版であるスペックS・Gパッケージは、単装CDプレイヤー、AM/FMラジオ、フルオートエアコン、異なるデザインの15インチアルミホイール、オプション装備だった本革巻きステアリングを標準装備し、ナビゲーションシステム、サンルーフ、プライバシーガラスをオプションで選択できるようにしたモデルである。
ターボモデルであるスペックRにはアイシンAI（現：アイシン）製の6速MTが搭載され、ターボチャージャーにはS14型から引き続きボールベアリングタービンを採用してレスポンスアップを図っている（ただし、生産終了間際のモデルにおいてはボールベアリングではなくフローティングメタルが採用されている）。しかし、アイシンAI製のミッションはシフトフィールに優れず、元来マツダ・ロードスター用に開発されたものをベースとしていたため容量的な余裕がなく、エンジンパワーを上げるとトラブルが多発した。
輸出仕様はオーストラリアとニュージーランド向けの少数に留まっており、欧米では販売されなかった。

### 年表
- 1999年
  - 1月19日 - 発売。従来取り扱っていたモーター店で取り扱わなくなった一方で、99年4月から開始された2系列相互併売[80]を睨んで、従来の180SXの取り扱いをしていたプリンス系、チェリー系各販売会社で取り扱いが始まった。

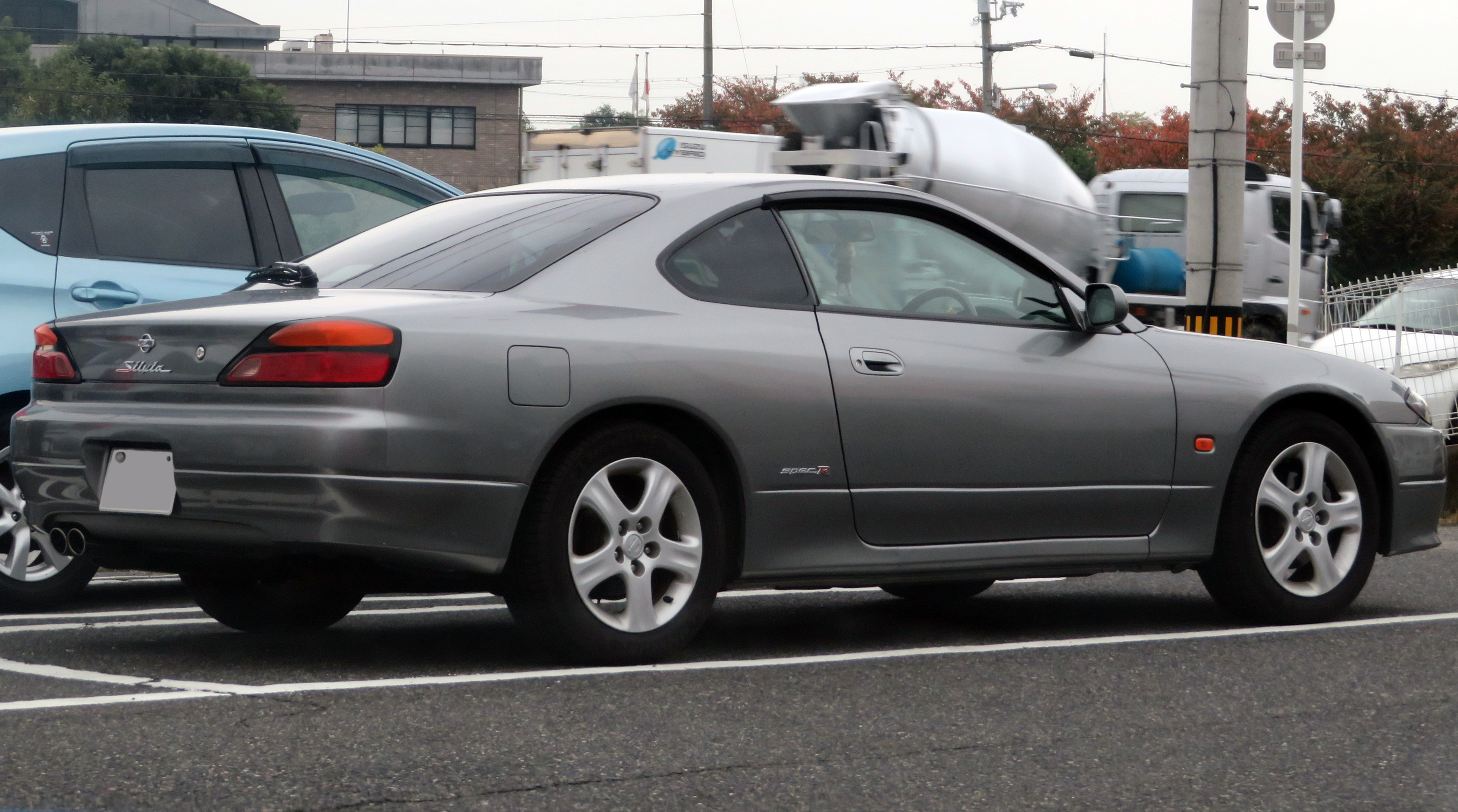
スペックR・bパッケージ
  - 10月7日 - グレード追加によりスペックR/Sに「bパッケージ」が登場[81]。豪華さとファッション性に重きを置いたグレードで、内装はフロントシート/ドアトリムを専用のブルーのスエード調クロス地に変更（リアシートは他グレードと同一）、ステアリングのステッチを専用のブルー糸に変更、本革巻シフトノブ採用（スペックS・bパッケージMT車のみ、スペックR系の6MT車はもとより標準）、キーレスエントリーの標準化（通常グレードにオプションで付けた場合と異なりアンサーバックがハザードで行われる）、またスペックS・bパッケージ専用装備としてスペックR系車両と同一のチタン調のメーターパネルが付く。外装ではフォグランプが標準化され、スペックR・bパッケージ専用装備としてクローム調の専用16インチアルミホイールが装備される。さらに、bパッケージ専用外装色として「ライトブルーイッシュシルバー」が追加される（2000年一部改良時にエアロ系グレードを除きライトブルーイッシュシルバーが選択可能となる）。

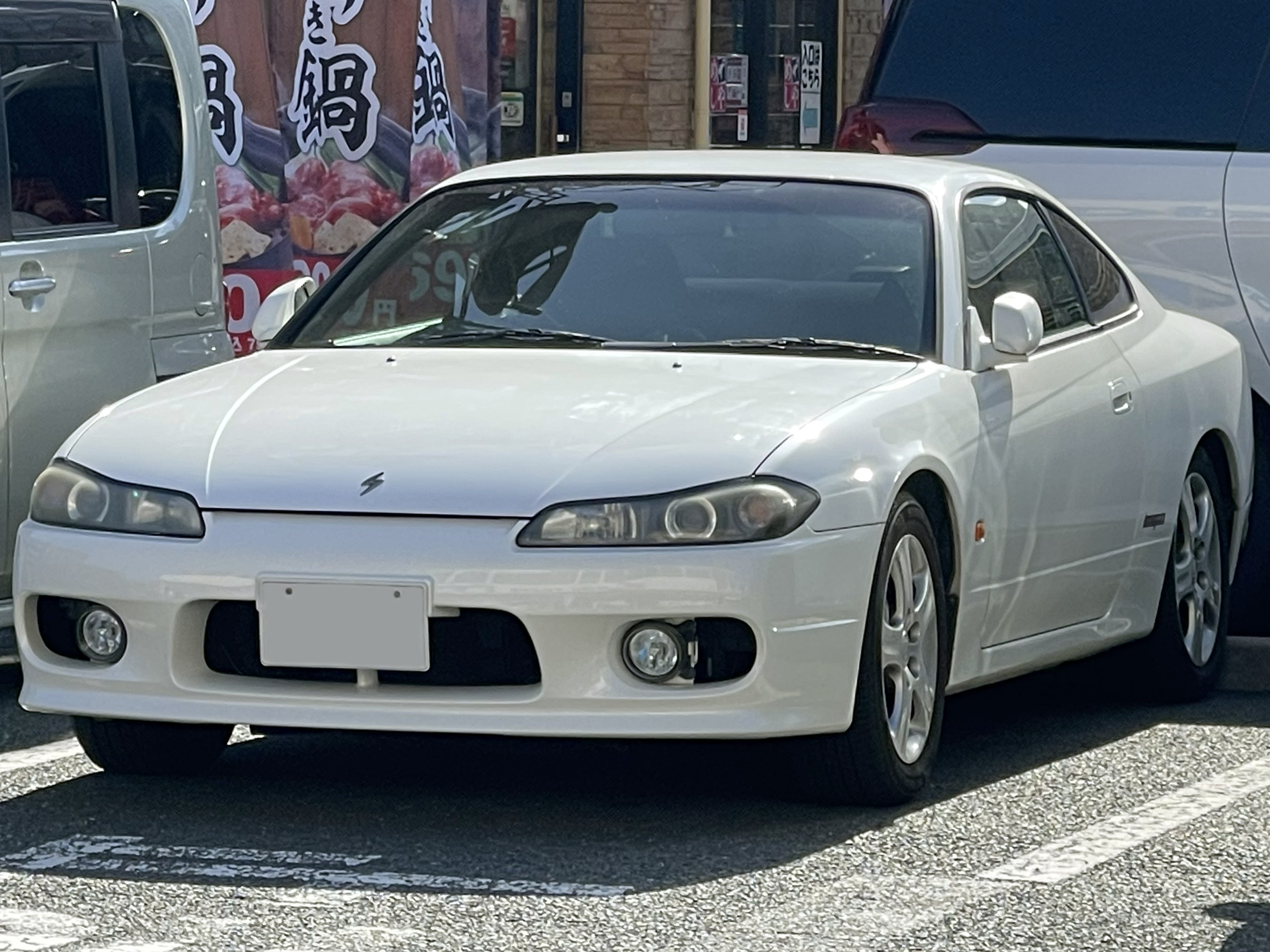
オーテックバージョン
  - 同時にオーテックジャパンが開発を手がけた「オーテックバージョン」を追加[81]。スペックSをベースとして各部にファインチューニングを行い、自然吸気エンジンのNVCS付きSR20DE型専用エンジンは、圧縮比アップによる燃焼効率の向上や背圧低減による高回転域の排気効率向上、狙いのトルク特性を引き出すためバルブタイミング、リフト量のチューニング等、内部を見直す一方、藤壺技研工業製の専用エキゾーストマニホールドを採用し、最高出力200PS/7,200rpm、最大トルク21.8kgf·m/4,800rpmを発生した。前後ブレーキ、6速MT、リヤヘリカルLSDなどはスペックRとボディ補強はスペックRに加えてハンドリングパッケージ装着車と共通である。外観上はボディサイドエンブレム程度の相違しかなく、内装も専用シルバーメーター、赤ステッチ入りの専用フロントシート・ドアトリム生地など、控えめなものであった[82]。
- 2000年
  - 5月9日 - 国産初のフルオープン電動メタルルーフのオープンカー（クーペカブリオレ）となる「ヴァリエッタ」を発表[83]。元は1999年の第33回東京モーターショーに出品されたオーテックジャパンと高田工業の共同開発車で、同年7月に発売された。搭載エンジンは自然吸気のSR20DE型のみで、エンジン詳細はスペックSに準ずる。
  - 10月24日 - オーテックジャパンにより内外装に手を加えた「style-A」を追加[84]。前後バンパーに専用デザインのエアロパーツを採用したほか、テールランプにはボディ同色の縁取りが施されている。内装も専用のつくりとなっていて、タン色の本革フロントシートや黒とコンビの本革巻きステアリングを装備し、ダッシュボード下面からセンターコンソールかけてとドアトリムにはフロントシート同様にタン色の合皮素材が使われている。

これと同時に、スペックRおよびスペックS・Gパッケージをベースに「Lパッケージ」を追加[84]。上質でセンスの良い「大人のスポーツクーペ」を表現することを狙いとしたモデルで、ブラック/シルバーの本革シートやシルバー基調の専用インテリアを特徴とし、先のbパッケージ同様キーレスエントリーやハロゲンフォグランプを標準装備している。スペックRには、カスタマイズベース車として仕様装備を簡素化し価格を抑え、自由にアフターパーツを選べる仕様とした「Type-B」も追加され、ラインアップが拡充していった[84]。
同2000年には光岡自動車がS15型をベースに、2代目ラ・セードを発表している。
- 2001年
  - 5月28日 - CD-ROM方式のナビゲーションシステム「Jナビ」が設定される[85]。
  - 9月 - レーンキープアシストがオプションで装備可能に。(価格は9万5000円)
- 2002年
  - 1月24日 - 最終特別限定車「Vパッケージ」を発売[86]。専用フロントシート・ドアトリム生地、MD・CD一体型電子チューナーラジオ、プライバシーガラス、キセノンヘッドランプなどを標準装備しつつ、価格を従来車から据え置いた。この仕様についても今まで通り、ターボモデルのスペックRと自然吸気モデルのスペックSから選択できる。なお、この追加によりVパッケージのベースとなったスペックS・Gパッケージ及びスペックR/S・bパッケージ、スペックR・Type-Bが廃止されグレードが整理される。2002年1月製造分以降、SR20DET型エンジンのコンロッドがエクストレイルのSR20VET型エンジンと共通のコンロッドに変更され、それに併せてピストンの設計も変更されている。[87]
  - 8月[86][88]、折からのクーペ市場の縮小や平成12年排ガス規制の影響を受け、R34スカイラインGT-R、C35型ローレル、クルーサルーン、セドリックセダンとともに生産終了。在庫対応分のみの販売となる。
  - 11月 - 在庫分が完売し販売終了。これによりシルビアは37年の歴史に幕を閉じた。販売台数は4万3,147台[89]。販売期間は3年11か月と、歴代モデルでは最短であった。

## シルビアのモータースポーツ活動

### S110型
- 1980年（昭和55年）11月、マカオグランプリ・スーパーサルーンクラスおよびギア100に参戦。スーパーサルーンクラスでは優勝を飾り、ギア100では5位を記録する。ともにドライバーは星野一義。
- ハッチバック（KS110型）をベースに車体の一部をパイプフレームとするノバ・エンジニアリング製のシャシーに大型のフロントスポイラー、およびリアウイングを備えるムーン・クラフト製のカウルをまとうスーパーシルエットフォーミュラ・シルビアターボが好戦績を残した。

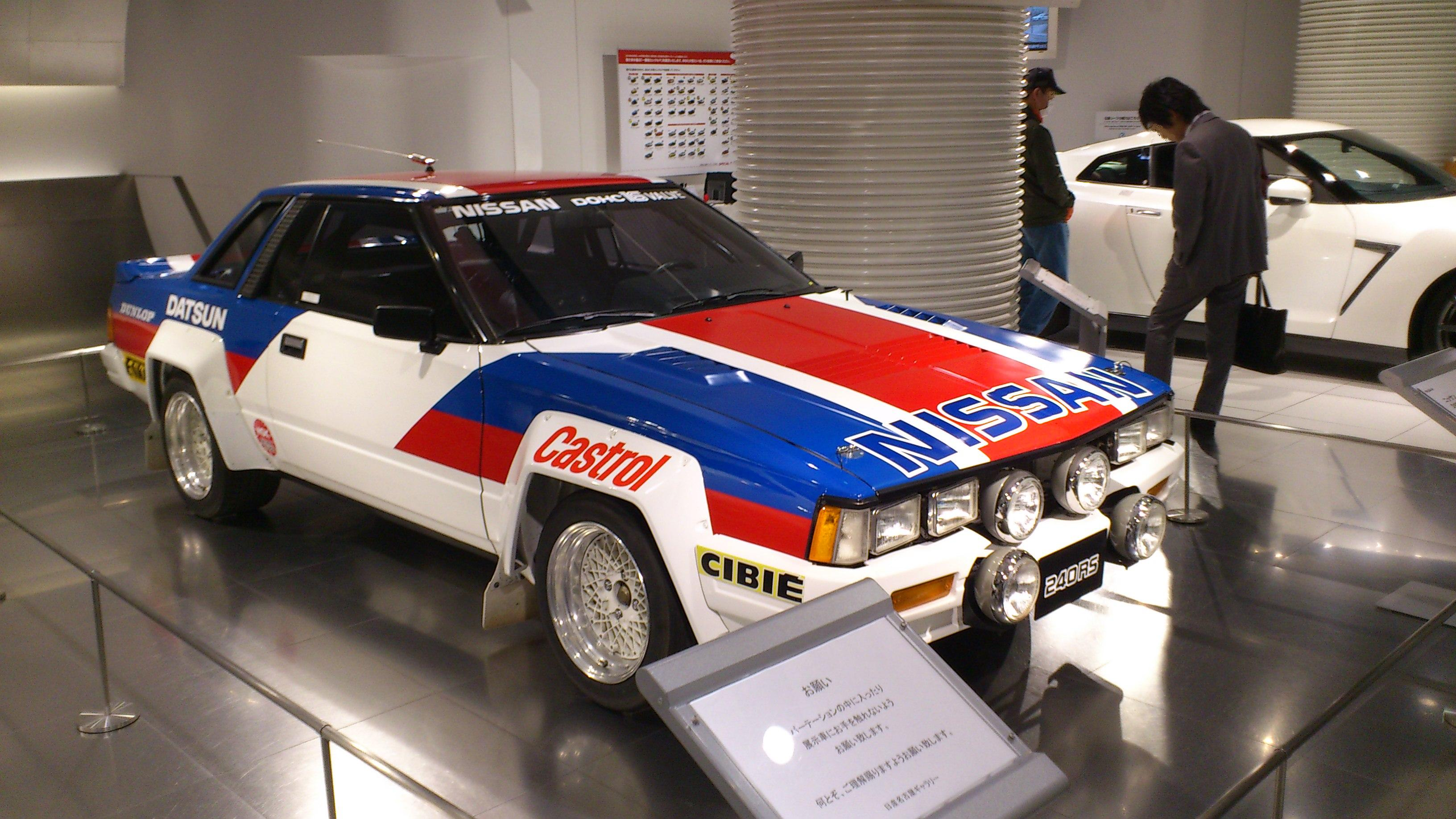
240RS

- メインスポンサーは一貫して日本ラヂヱーター（カルソニックカンセイ）。スーパーシルエットクラスレースには、同じ形状のカウルで1982年（昭和57年）、1983年（昭和58年）と連続参戦した。
- 1983年（昭和58年）後半には、同年S110型からS12型にフルモデルチェンジした関係で、外装パネルの一部、フロントカウル全てとテールランプをS12型ハッチバック風に意匠変更した。但し、エンジン及びシャーシ類は、大きな変更を受けていない。
- シルエットフォーミュラのエンジンは1981年（昭和56年）度は直列4気筒DOHCのLZ20B型ターボ、1982年（昭和57年）度はサファリラリー等で活躍したPA10型「バイオレット」に搭載されていた直列4気筒DOHCのLZ20B型にエアリサーチ製T05Bターボチャージャー、およびルーカス製メカニカルインジェクションシステムを組合わせたLZ20B/T（2,082cc 570PS/7,600rpm、55kgf·m/6,400rpm）型だった。
- 日産側の意向により、同様のレーシングカーが存在する。兄弟車種であるS110型ガゼール（ハッチバック）の他にスカイライン（KDR30型）及びブルーバード（KY910型）でも製作され、それぞれ長谷見昌弘と柳田春人がドライブし、ターボ三羽烏として知られた。

主な戦歴
1981年（昭和56年）3月 富士GC 第1戦 富士300キロスピードレース大会 優勝
1982年（昭和57年）3月 富士300kmスピードレース GCクラス 優勝
1982年5月 富士グラン250kmレース GCクラス 2位
1983年（昭和58年）5月 富士グラン250kmレース 優勝
240RS
1983年（昭和58年）、日本国外ラリー競技向けにS110型ベースの「240RS（BS110）」というホモロゲーションモデルが登場。当時グループBで争われていたWRCに参戦した。ボディタイプはハードトップ が選ばれた。生産台数は200数台といわれている。1983年（昭和58年）から1986年（昭和61年）まで参戦したWRCでの最高成績は2位。
240RSのホモロゲーションマシン及びカスタマー・スペック車に使われたのは2,400ccのFJ24型（240PS）である。さらに、240RSのワークスカーにはFJ24改（275PS）を搭載するエボリューションモデルが存在した。FJ24型は国内で販売されていたFJ20E型とは設計・構造が大きく異なるため、共通パーツがほとんどなく競技専用エンジンだった。
2006年（平成18年）のNISMOフェスティバルでは、経年経過によって劣化されたワークスマシンを日産自動車の有志の手で稼働出来るよう修復することに成功し、デモランを行った。2007年（平成19年）現在、この車両は日産の座間事業所内にある座間記念車庫に動態保存という形で厳重に保管されている。また、ローカル競技ではあるが、240RSは日本のあるエンスージアストの手により近年のタルガ・タスマニア・ラリーに参戦し、好成績を収めている。
240RS以前には、第30回サファリラリーでLZ20B型（215ps）を搭載したグループ4仕様車が総合3位を獲得した。

### S12型

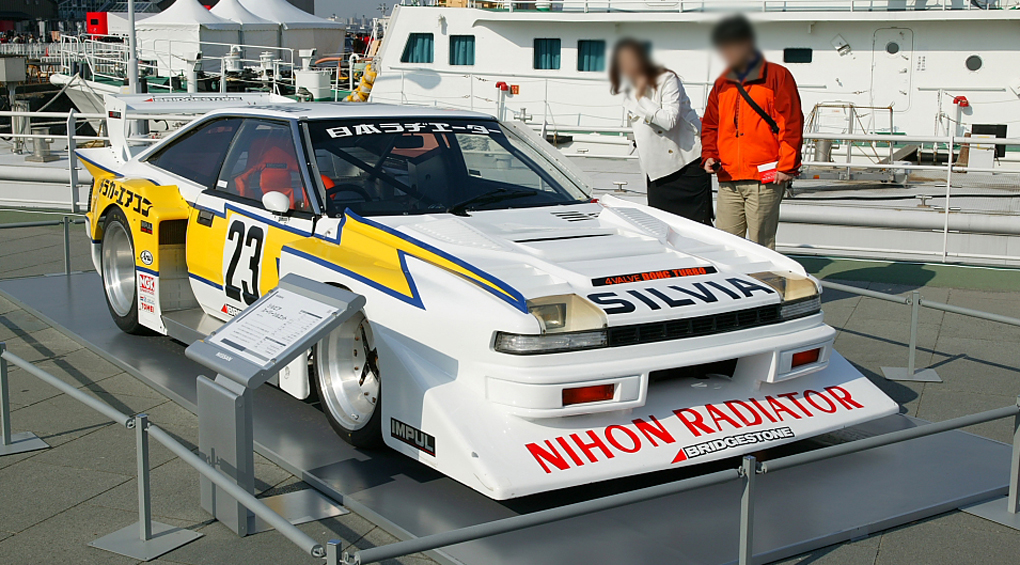
ニチラ シルビア スーパーシルエット

スーパーシルエットフォーミュラ・シルビアターボ
シルエットフォーミュラにも引続き参戦したが、車両自体は先代S110型のシルエットフォーミュラ仕様のボディパネルをS12風に変更したモデルである。現存しているシルビアのシルエットフォーミュラ仕様車はこのS12風カウルをまとったもので、2005年（平成17年）のNISMOフェスティバルでは、新品に近い状態にまで修復されたこのマシンを当時のドライバーである星野一義が運転した。
主な戦歴
1983年（昭和58年）9月 富士GC 第3戦 富士インター200マイルレース大会 2位
1983年（昭和58年）10月 スーパーカップレース SSクラス 優勝
WRC・グループAクラスへの参戦

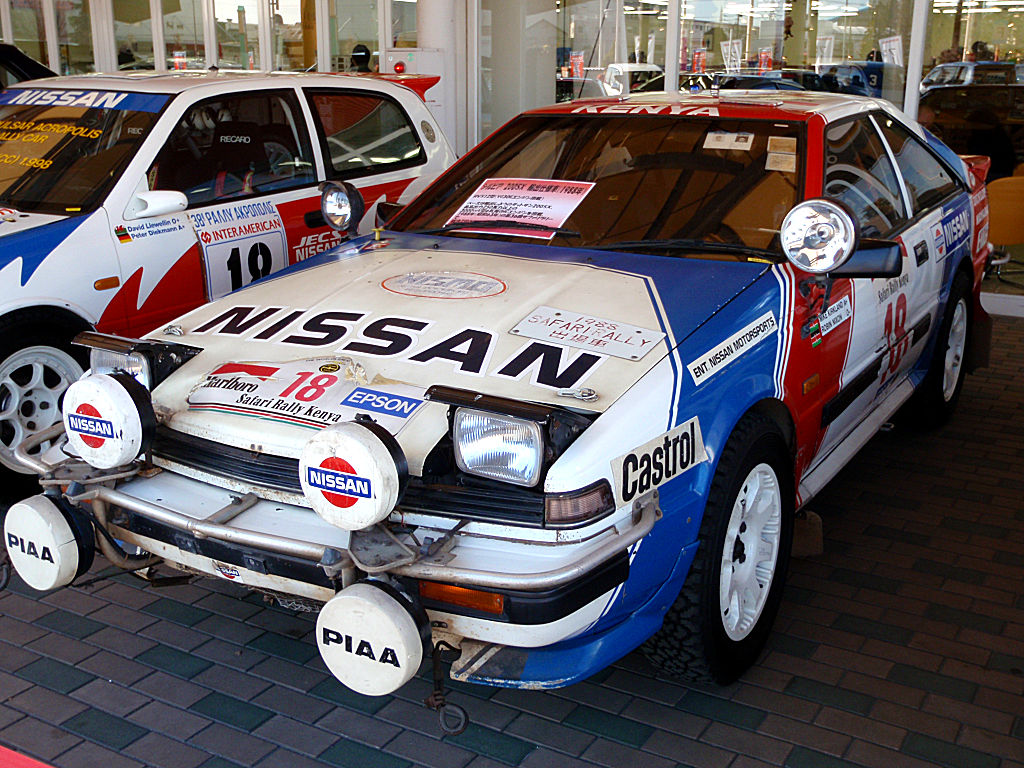
1988年 サファリラリー仕様車

S12型の北米向けモデル200SX（RVS12型）には、V6・3,000ccのVG30E型を搭載するモデルも存在した。日産はこれをベースにラリー仕様車を製作、1987年（昭和62年）と1988年（昭和63年）の2年間、WRCのグループAクラスに参戦した。WRCにおける最高成績は1988年アイボリーコーストラリーの優勝。
主な戦歴
1987年（昭和62年） 第35回サファリラリーに北米向け200SXをベースとするグループA仕様車が参戦
1988年（昭和63年） 第36回サファリラリーに参戦。総合2位・A4クラス優勝および総合3位を獲得
1988年（昭和63年） アイボリーコーストラリーに参戦。総合優勝。WRCで最後に優勝したFR車となる。

### S13型
ワンメイクレース・GTI（JGTC以前のカテゴリー）への参戦
『デートカー』などの軟派なイメージが先行されたS13型も、軽量化のため内装を全て剥ぎ、ロールケージを張り巡らされ、外装ノーマルでエアロパーツが一切不可、さらにはSR20DEのメカチューンを搭載したスパルタンな車両が若手レーサーの激戦区でもあったワンメイクレースにて活躍。また、1993年（平成5年）に国際級レースにNISMOよりグループA仕様のGT-RベースにしたカルソニックGT-Rと共にシルビアワンメイクレースのN2仕様のスーパーシルビアに大型エアロパーツを装着、モディファイした車両が参戦している。

### S14型
JGTC・GT300クラスへの参戦

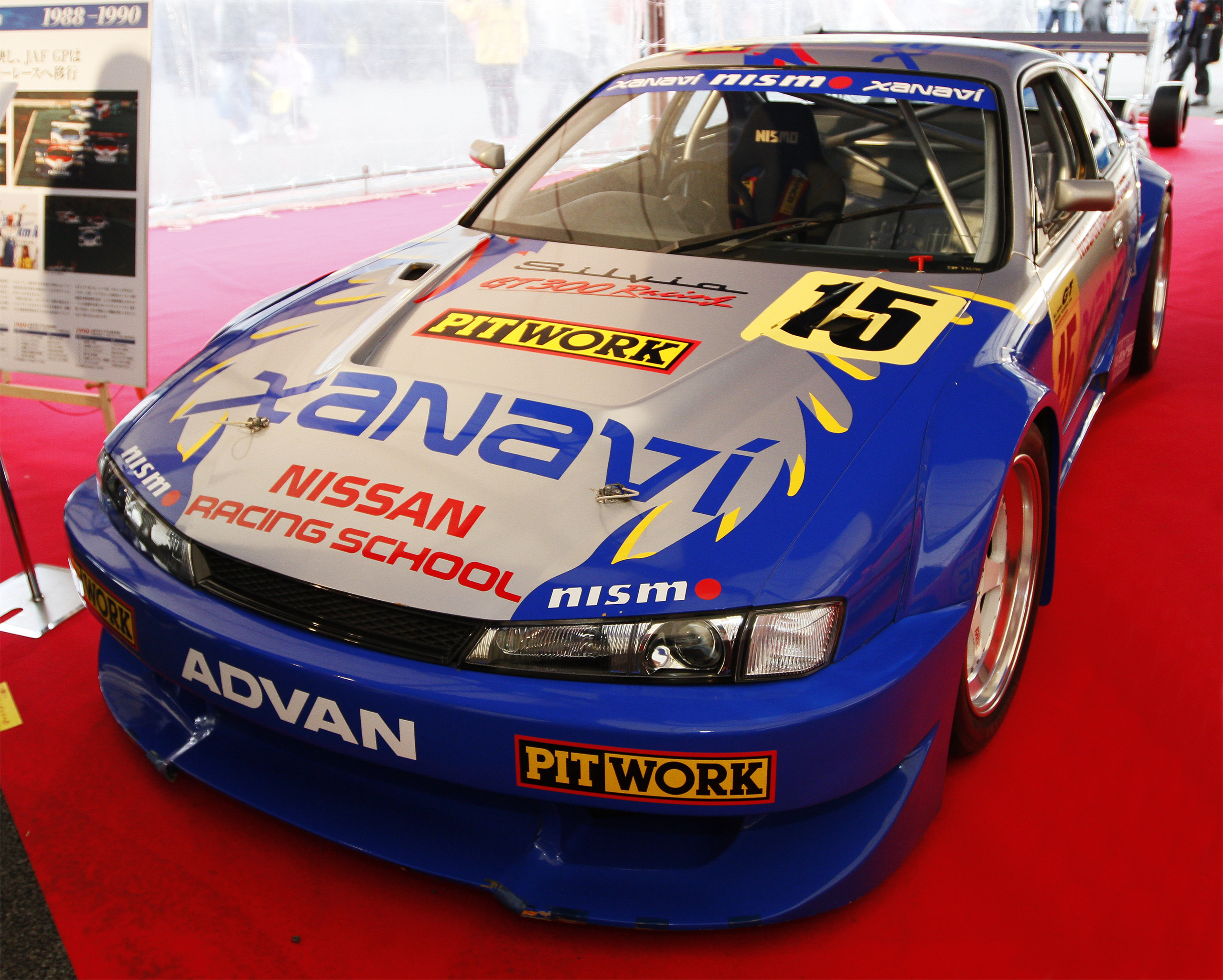
1998年 Xanaviシルビア

S14型は全日本GT選手権（JGTC）のGT300クラスに前期型と後期型が共に参戦した。1997年シーズン、織戸学/福山英朗組の駆る後期型フェイスのRS・Rシルビアがチームタイトルを獲得した。
1998年シーズンではザナヴィ・インフォマティクスがメインスポンサーとなった。後部のサスペンションをダブルウィッシュボーン式に変更したほか、エンジンはレースカー用のチューニングを施して、320馬力以上の最高出力を発揮した。レースでは、近藤真彦/青木孝行組がゼッケン15番のザナヴィシルビアで、第3戦の仙台ハイランドレースウェイで2位入賞を果たし、シリーズランキング6位の戦績を残した。

### S15型
JGTC・GT300クラスへの参戦
S15型は全日本GT選手権（JGTC）のGT300クラスにデビュー直後から参戦した。大規模なフルモデルチェンジを受けた2001年（平成13年）シーズン、大八木信行/青木孝行組のダイシン・シルビアがチーム及びドライバーズタイトルを獲得している。また、2004年（平成16年）シーズンからは日産のGT300クラスの主力の座をZ33型フェアレディZに譲り、翌年第一戦から退いた。
主な戦歴
2001年（平成13年） JGTC GT300クラスに参戦。チーム・ダイシン・シルビアがチーム及びドライバーズタイトル獲得
全日本ラリー選手権・2輪駆動部門への参戦
2001年（平成13年）、2002年（平成14年）には全日本ラリー選手権2WD部門に参戦した。チームはNRSで、連続で年間ドライバーズタイトルを獲得している。
その他

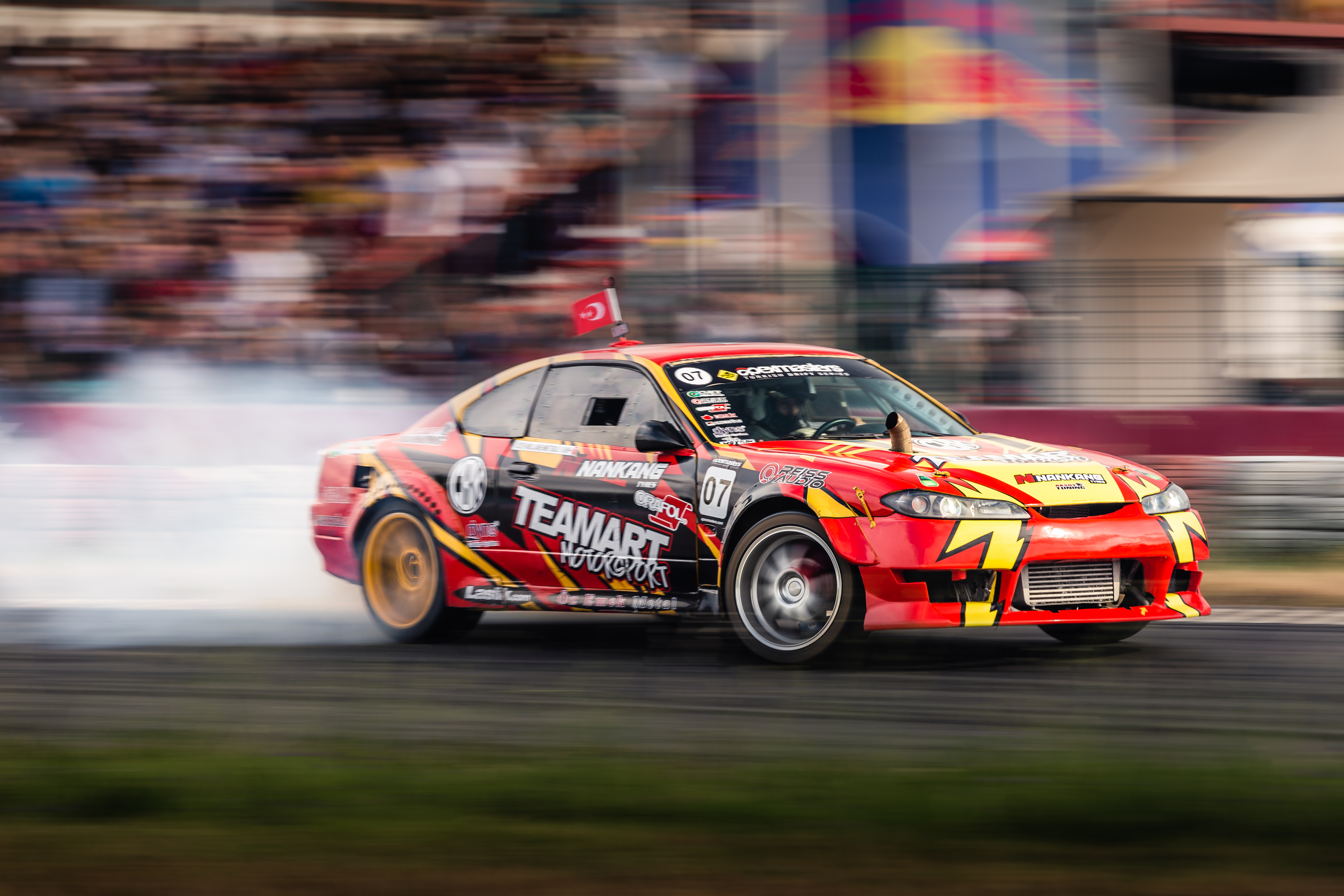
2019年に撮影されたマシン

S13型からS15型はドリ車としての高いポテンシャルを持っていることから、そのベース車両としても国内外問わず高い人気を得ている。生産が終了してもなお、各地のドリフトレースにおいて活躍している場面が多く、アフターパーツも部品メーカー各社から豊富に販売されている。

### 出場レースなど
- シルエットフォーミュラ（Gr.5）
- ジャパン・スーパースポーツ・セダンレース
- 世界ラリー選手権
- 全日本ツーリングカー選手権 (1985年-1993年)
- 全日本GT選手権
- 全日本ラリー選手権
- 全日本プロドリフト選手権
- 日産シルビアレース
- 富士フレッシュマンレース

## 車名の由来
名前の由来はギリシャ神話に登場する清楚な乙女の名前から。その語源はラテン語で「森」を意味する。
ちなみに、日産にはかつて同名の自動車輸出専用船「ニッサンシルビア」が存在し、1978年2月6日に就航記念式が行われ、当日からアメリカのシアトル港、ベネシア港に向けて運航を開始した。ニッサンシルビアの載貨重量は10,400トン、ブルーバードに換算したときの積載能力は約4,000台であった。

## 取扱販売店
取り扱いは日産レッドステージとレッド&ブルーステージ。なお、1999年の販売網再編以前までは日産・サニー店（サニー販売会社）と、S15型では日産・プリンス店、日産・チェリー店の取り扱いとなり、S14型までは日産・モーター店（ローレル販売会社）の併売車種だった（但しS12型後期型以降、S12型前期型以前はサニー店の専売車種だった）。